# Histoire de la police française

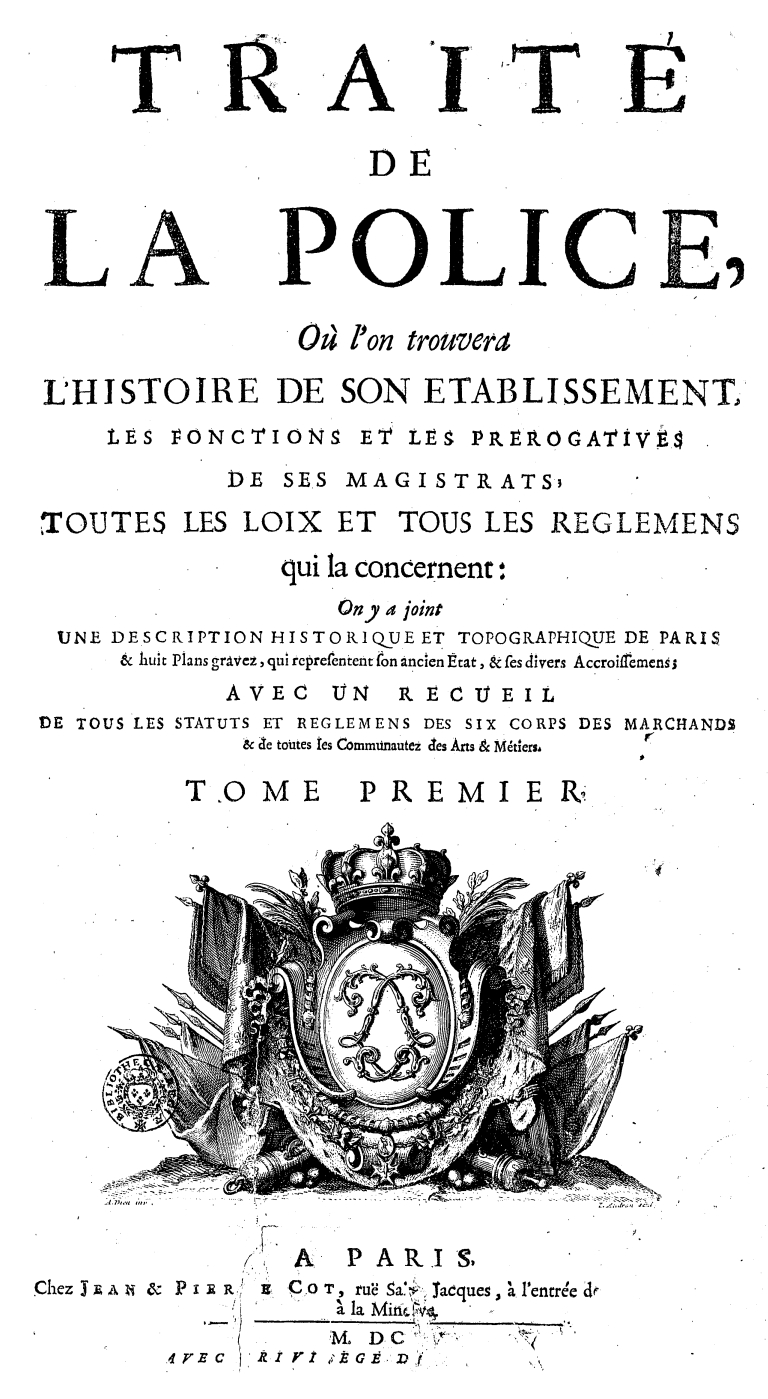
Le traité de la Police de Nicolas de La Mare (1707).

La notion de police est héritée de l'Antiquité avec les villes ayant conservé une municipalité, puis, à partir du IXe siècle, dans les « villes franches » ou communes libres qui possèdent le droit de s'administrer. C'est ainsi que l'on parle de vie policée, de police des marchés, des métiers, des poids et mesure, des jeux, etc.
Sous l'Ancien Régime, le pouvoir de police est exercé par les conseils municipaux (consuls ou échevins), sauf dans la capitale, où, à partir du XVIIe siècle, elle est retirée à la ville de Paris pour être confiée à un officier du roi, appelé lieutenant-général de police. Au XIXe siècle, ce régime est étendu aux deux autres villes principales : Lyon et Marseille, qui sont dotées de « préfets de police », tandis qu'une direction de la police est créée au ministère de l'Intérieur. Les maires des communes sont toujours légalement investis des fonctions de chef de la police sur leur commune. La Police nationale est créée le 14 août 1941, par Pétain.

## Évolution de la définition
Dans son acception moderne, le terme de police revêt une réalité très large, il désigne des tâches multiples, édilitaires, sanitaires, économiques, de la cité au royaume, dont l’expansion est en partie liée à celle des villes. Sans se confondre avec les notions de « justice » et de « finance », elle est l’ordre en toute chose dans la cité.
Plus généralement, la police est aussi l’administration des sociétés dites policées. C’est l’emploi qu’en fait Louis-Sébastien Mercier dans son Tableau de Paris, en évoquant les lois qui régissent la vie urbaine.

### Au Moyen Âge

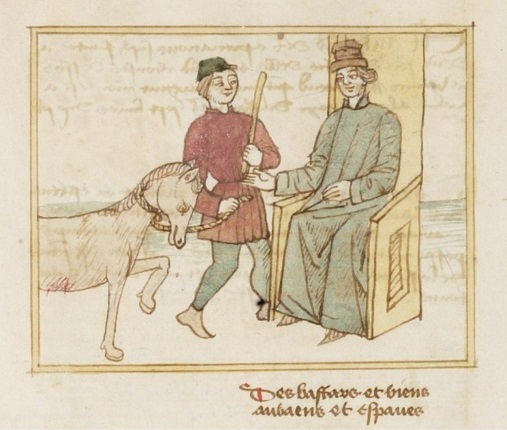
Arborant un « bâton de justice » (symbole de son autorité), un sergent à verge amène un cheval errant devant un juge.
Enluminure du Vieux coutumier du Poitou,, médiathèque Pierre-Moinot de Niort, vers 1478-1480.

La documentation du Moyen Âge donne accès aux pratiques qui relevaient du domaine de la police, et donc permet de dégager la genèse conceptuelle de celle-ci. Les ordonnances royales plus particulièrement, ont assez nettement caractérisé le secteur d’activités de la police. Trois fonctions policières semblent en effet se dégager à travers les textes réglementaires. En premier lieu, la mise en place d’un ordre lié à la production, à l’échange et à la distribution des denrées semble relever du domaine de la police. La surveillance et le contrôle des besoins primaires indispensables à la vie de la population est le plus ancien domaine de la police. Garantir l’ordre inhérent au domaine économique a induit la nécessité de surveiller la communauté. Cette nécessité a logiquement élargit la sphère de la police, lui incombant ce qui relève des pratiques de surveillance. Enfin, les textes réglementaires permettent de saisir une troisième fonction, celle de la sureté et de la protection des habitants. Garantir la sécurité et la tranquillité de la population relève également de l’activité de la police. Pour résumer, la « police » est une administration qui doit faire respecter la police économique, la police sociale, ainsi que l’ordre et la sécurité publics. Ce terme désigne finalement la conduite de la chose publique dans son ensemble. Également, ces trois fonctions démontrent que la police n’est pas un domaine théorique mais pratique. Ses pratiques sont plurielles et mises en œuvre de façon concrète et avec rationalité pour atteindre un but recherché. On perçoit par là sa vocation instrumentale et pratique.
La police relève des municipalités, échevins ou consuls, et porte sur la propreté, la sûreté, la santé publique des hommes (épidémies, pollution) et des animaux (épizooties, abattage), la voirie, l'approvisionnement en denrées et en eau, les foires et marchés, les prix, les fraudes, l'organisation des métiers, de l'apprentissage, et tout ce qui donne lieu à des règlements locaux et à des contraventions à ces règlements. Cette police n'a pas à connaître des délits et des crimes qui relèvent alors de la haute justice. La force publique municipale est exercée par des officiers municipaux, qui peuvent éventuellement se faire assister des hommes d'armes de la milice, normalement chargés de faire bénévolement le guet et de défendre la ville en cas d'attaque. Ainsi, à Paris, en 1254, une ordonnance de Saint Louis évoque l'existence d'un corps des chevaliers du guet, qui comporte quarante sergents à pieds et vingt hommes d'arme à cheval, chargés de surveiller la ville de nuit,. Ce dispositif est complété par une milice bourgeoise, appelée « guet bourgeois ». Ce dispositif fut adopté par les autres grandes villes, mais se révéla largement insuffisant, le guet bourgeois étant renommé « guet assis » puis « guet dormant » en raison de son inefficacité. Une ordonnance de Jean II le Bon, de 1363, recensée dans le Traité de la police (1707) de Nicolas de La Mare, note ainsi que tous essaient d'échapper à leurs obligations. Prenant acte de son échec, Henri IV supprima ainsi le guet bourgeois en 1559, le remplaçant par une taxe permettant de financer le guet royal. Son prédécesseur, Henri II, promulgua quant à lui un édit, en 1547, obligeant les passants à porter secours en cas de crime et à faire fermer les portes de la ville pour empêcher le coupable de s'échapper. L'efficacité de ces mesures est cependant douteuse, les conflits de juridictions (entre la justice du roi, celle de la ville, des abbayes, etc.) rendant la poursuite des malfrats difficile. Enfin, en 1550, un arrêt du Parlement de Paris, également compétent en matière d'ordre public, impose aux sergents d'être alphabétisés.
Les domaines d’activités de la police sont donc déjà bien tracés à l’époque médiévale. Néanmoins, l’exercice de la police n’est pas encore distingué comme relevant d’une institution à part entière, l’activité de police et de justice étant souvent mêlées. Aussi, il ne s’inscrit pas véritablement dans un cadre politique. Au Moyen Âge, le pouvoir monarchique n’emploie pas la police comme un instrument pour mettre en œuvre sa politique dans le royaume, une idée postérieure, propre à l’Ancien Régime. De plus, la rivalité des seigneurs justiciers et des Parlements ne permet pas au gouvernement royal de faire mainmise sur l’activité policière en plaçant ses fonctions entre les mains des officiers royaux.

### Rôle de la maréchaussée
En France, la monarchie des XIIe et XIIIe siècles, verra la naissance de la maréchaussée, corps d'hommes d'armes dépendant directement des maréchaux, avec pour première fonction de surveiller l'armée en campagne (police militaire), mais aussi les mercenaires, les déserteurs et les soldats démobilisés, afin d'éviter que ceux-ci ne pillent le pays ou ne fassent violence aux habitants.
Progressivement, elle deviendra la force publique du domaine royal et militaire, et des atteintes à la souveraineté (recherche des crimes royaux, fausse monnaie, dépôts d'armes, levée d'armée privée, conspiration, crimes de guerre), avec une juridiction souveraine siégeant au Palais de justice de Paris,
Au XVIe siècle la maréchaussée est investie de la police des chemins et places royales, y compris ceux qui traversent des villes.
Sans que le mot « police » soit utilisée à son propos, la maréchaussée est aussi compétente au XVIe siècle pour la police des « étrangers » (la notion recouvrant tout étranger à la ville, la catégorie de « national » n'existant pas encore) et des personnes sans domicile (vagabonds, nomades, déserteurs), les soldats en garnison, les bandes armées, les canaux, les ports et les mariniers, sans avoir le droit d'intervenir à l'intérieur des campagnes (qui restent de l'autorité des seigneurs hauts justiciers ou des baillis et sénéchaux), ni à l'intérieur des villes. Elle est dotée de juridictions locales avec un juge appelé le Prévôt de maréchaussée ou des maréchaux, qui instruit, juge et condamne les délits commis et flagrants délits dans ses domaines de compétence, sous appel des parlements pour les crimes capitaux et royaux.
En 1667, le premier président du Parlement de Paris, Guillaume Ier de Lamoignon, déclare ainsi qu'elle est « souvent plus à craindre que les voleurs eux-mêmes ». En 1580, le prévôt des maréchaux d'Angers fut ainsi exécuté pour avoir commis « plusieurs assassinats, voleries et concussions ». En 1791, la maréchaussée devenue gendarmerie est qualifiée dans le cahier de doléances de la ville d'Étampes comme « le corps le plus utile de la Nation ».

### Ancien Régime
Au XVIe siècle, la police ne s’affranchit toujours pas de la sphère de la justice à laquelle elle reste soumise. La preuve en est qu’elle relève du domaine de compétence des baillis et sénéchaux, prévôts et châtelains, non pas d’officiers spécialement créés pour ce domaine. De plus, la police « est encore loin d’avoir acquis les caractères institutionnels qui la situent au rang souverain ». Toutefois, l’inquiétude que suscite l’arrivée en masse des « gens sans aveu » dans les villes entraine l’accroissement de ses compétences. En témoigne la création d’un lieutenant de robe courte par François Ier, effective en 1554 sous Henri II. Une charge nouvelle, subordonnée à l’autorité des juges, dont l’activité juridictionnelle vise à renforcer la sûreté publique, une tâche qui renvoie aux fonctions de police.
Du Moyen Âge jusqu’à la fin de l’Ancien Régime, la police n’a pas constitué une institution unique et « nationale ». Tout au long de cette période, ses fonctions demeurent étroitement dépendantes de la justice. Les pouvoirs de justice et de police sont pourtant différents, puisque les premiers sont conformes à l’exemplarité de la loi tandis que les seconds sont nécessairement pragmatiques, étant exercés en fonction des circonstances diverses que la vie en société suppose. Bien qu’étant des domaines distincts, la frontière entre les deux n’est pas clairement délimitée avant la Révolution. Le domaine de la police n’étant pas placé entre les mains d’une institution bien précise, ses pouvoirs sont émiettés entre plusieurs corps, personnes ou juridictions, eux-mêmes enchevêtrés voire concurrents. Tel est le cas dans la capitale du royaume. Le parlement, les lieutenants civils et criminels au Châtelet, le lieutenant criminel de robe courte au Châtelet (chargé des gens sans aveu), le prévôt des marchands et les échevins au bureau de la ville (chargés des activités économiques) ou encore le chevalier du guet se partagent les pouvoirs policiers dans la ville de Paris jusqu’au milieu du XVIIe siècle. Plus largement dans le royaume de France, on constate que la police demeure avant tout un fait municipal. La ville peut assurer la police à l’intérieur de ses murs et sur les terres qui dépendent de sa juridiction, et les seigneurs possèdent des droits de justice ainsi que la responsabilité du maintien de l’ordre. S’ajoute à cela le fait que le pouvoir monarchique détient lui aussi des pouvoirs de police au sein des villes, ce par le biais des parlements, des plus hautes cours de justice, ainsi que de certains représentants du roi. De facto, même si la puissance monarchique aspire et tend de plus en plus à dominer l’entièreté des pouvoirs de police pour en faire un instrument de sa souveraineté, l’Ancien Régime demeure caractérisé par la diversité des autorités policières.

#### L'exception parisienne

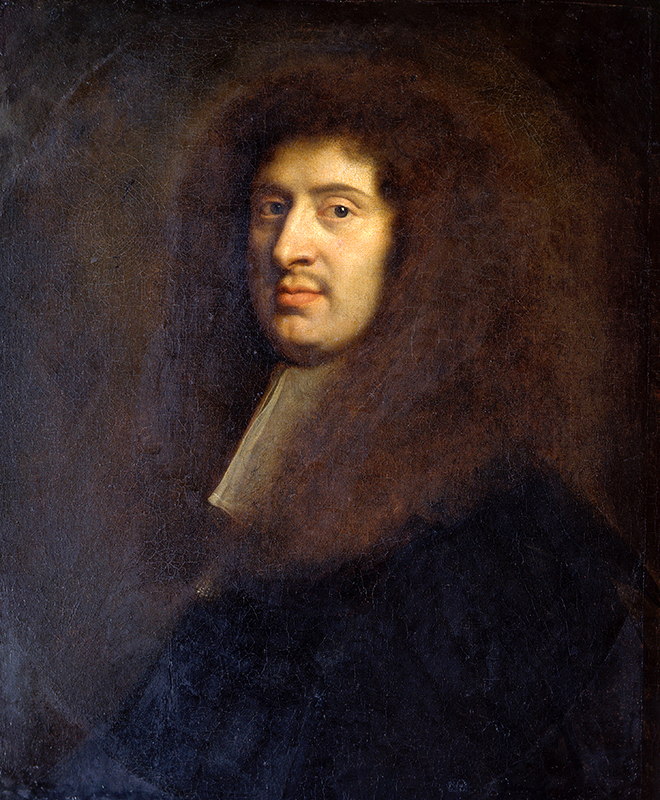
Gabriel Nicolas de La Reynie (1625-1709), premier lieutenant général de police. Portrait peint par Pierre Mignard.

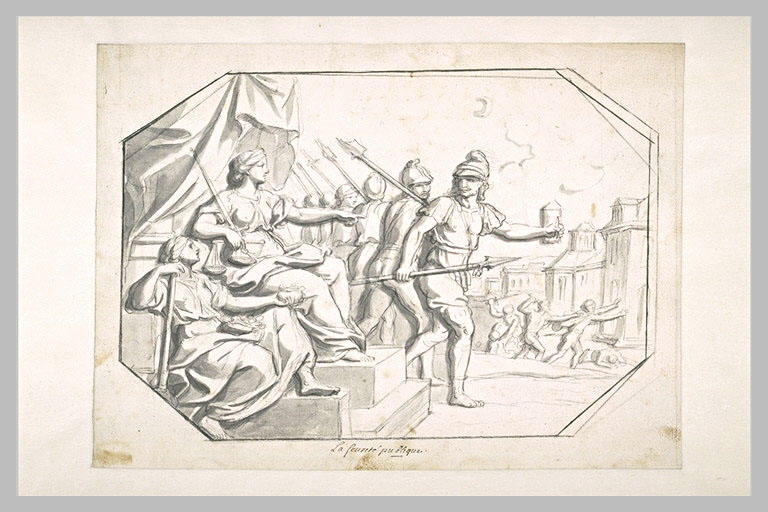
La Police et la sûreté rétablies dans Paris, 1665. Charles Le Brun. Esquisse pour la Galerie des glaces. Le sujet est l’établissement de l’éclairage public et d’une garde sous les ordres d’un lieutenant de police (1667) destinés à mettre fin à l’insécurité qui régnait dans la ville de Paris dès la nuit tombée. Le premier lieutenant de police s’est particulièrement illustré : Nicolas de La Reynie, qui fut en fonction pendant trente ans entre 1667 et 1697.

L’action de police est loin d’être uniquement le fait du pouvoir souverain. Néanmoins, comme évoqué précédemment, le XVIe siècle voit éclore l’idée que justice et police sont des administrations divergentes et distinguables, et surtout la volonté d’une prise en main gouvernementale de ces deux « pôles ». En effet émerge clairement dans les textes (LOYSEAU Ch., Traité des Seigneuries, L’Angelier, Paris, 1608, chap. IX, § 3 par exemple) la distinction entre l’action de rendre la justice et l’action de procurer le bien-être de la population en passant par la constitution de règlements particuliers. Une distinction qu’on retrouve nettement dans les aspirations gouvernementales, puisque nait au cours du XVIe siècle la théorie du roi législateur (qui prononce des édits afin de répondre aux nécessités de tout son royaume), qui vient s’ajouter à la figure traditionnelle du roi justicier. La monarchie s’efforce de faire de la législation une faculté et un instrument gouvernemental. La police, qui devient l’objet d’ordonnances émises par le monarque, prend ainsi une place importante au sein de la souveraineté. Le but étant d’avoir un pouvoir de gouvernance qui agit directement sur la population, qui établit un lien direct entre le roi et ses sujets. Si l’action de police n’appartient pas complètement à la puissance monarchique, de telles aspirations existent et se ressentent dans les décisions royales. La situation parisienne au XVIIe siècle le démontre. À Paris, le roi confère de plus en plus de pouvoir aux juges royaux, amenuisant ainsi celui de la municipalité. Une autre décision qui illustre pleinement les aspirations royales est l’édit crée par Louis XIV le 15 mars 1667. Cet édit, enregistré au parlement, institue la charge de « lieutenant du prévôt pour la partie de la police ». Un titre qui change par la suite en 1674 pour devenir celui de « lieutenant général de police de la ville, prévôté et vicomté de Paris ». Cette création constitue un tournant dans l’histoire de la police puisqu’elle vise à renforcer l’appareil policier de la capitale, à le distinguer de la justice, ainsi qu’à placer ce domaine d’actions dans les mains d’un individu prééminent, qui plus est un représentant direct du roi. Le lieutenant général a sous son autorité une juridiction nouvelle, chargée d’examiner les faits de police et de réglementation. Cette activité policière est désormais bien distinguée de l’administration de la justice contentieuse, qui quant à elle est le fait du lieutenant civil. Le lieutenant général, officier des tribunaux royaux, se voit confier de larges pouvoirs par la puissance monarchique. L’édit de 1667 comporte une définition de la police qui donne une idée générale de ces attributions. Il y est explicité que la police sert à « assurer le repos du public et des particuliers, purger la ville de ce qui peut causer les désordres, procurer l’abondance et faire vivre chacun selon sa condition et son devoir ». On retrouve là les trois fonctions clés de l’activité policière : la police économique, la police du maintien de l’ordre et de la sécurité publiques, la police sociale. En 1667 est nommé à la tête de cette institution nouvelle Gabriel Nicolas de La Reynie, qui l’exercera durant 30 années. Ses principales missions consistaient à faire respecter les édits et ordonnances, à réglementer le commerce et les manufactures, à mettre en œuvre la politique d'enfermement dans l'Hôpital général des mendiants, vagabonds et autres "sans aveu", à organiser des secours en cas d'incendie, ou encore à assurer l'hygiène des rues, l'approvisionnement et la stabilité des prix. En tant que premier lieutenant général de police parisien, il a notamment contribué à la mise en ordre et sureté de la capitale en améliorant sa voirie, en introduisant l’éclairage et le nettoyage de ses rues, ou encore en y réglementant la pratique prostitutionnelle. Il a également augmenté les effectifs des commissaires, du guet et le nombre des rondes de nuit. Les activités de la Lieutenance générale de police sont larges.

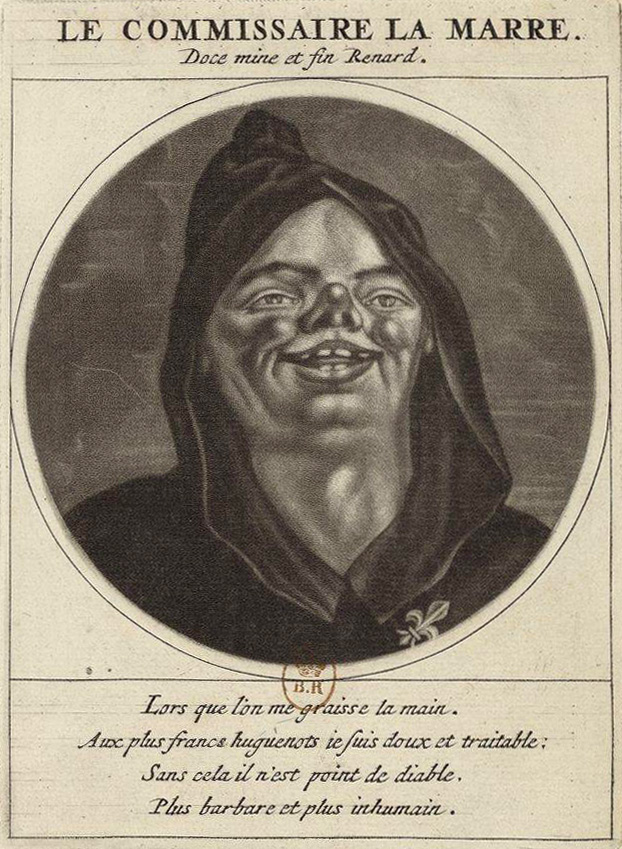
Nicolas de La Mare, commissaire au Châtelet et auteur du Traité de la Police. Caricature extraite d'une publication protestante, 1691.

Pour accomplir ses diverses tâches, le Lieutenant général a sous ses ordres de nombreux « auxiliaires ». C’est le cas des commissaires du Châtelet (la charge de commissaire-enquêteur étant créée en 1302 par Philippe le Bel), qui sont au nombre de 48 à partir de 1638 dans la capitale, ou des 40 inspecteurs de police (charge créée en 1708) qui secondent les commissaires. Commissaires et inspecteurs sont de véritables officiers de police, et non plus des magistrats. Ils sont susceptibles d’être dotés d’une spécialité en matière de police, telle que l’approvisionnement, la sûreté, les mœurs ou encore les jeux. Nicolas de La Mare a été commissaire au Châtelet de 1673 à 1710, sous la lieutenance de La Reynie puis de d’Argenson. Il a rédigé Le Traité de la Police (1705-1738), dans lequel il a présenté en détail toutes les « matières de police », ainsi que les compétences des différents officiers de la Lieutenance Générale. Sont aussi placés sous l’autorité du lieutenant général des procureurs du roi, des greffiers et des huissiers. Les mouches et les espions, stipendiés par l’institution policière, agissent en tant qu’auxiliaires des inspecteurs de police.
Pour les historiens des polices de l’historiographie classique, la mise en place de cette charge en 1667 correspond à la naissance en France de l’institution policière, de la police « moderne ». Si en réalité elle ne nait pas ex nihilo, c’est bien en premier lieu à Paris que la police française se dote d’une organisation institutionnelle forte. Le « modèle » de la police parisienne sera d’ailleurs par la suite loué dans toute l’Europe pour son organisation et ses résultats. L’institution policière parisienne s’est élaborée, développée, modernisée au fil du temps en fonction des caractéristiques et des problèmes de la capitale française. Au cours du XVIIIe siècle, la police parisienne s’est en effet enrichie de méthodes nouvelles qui ont concouru à l’élaboration d’une institution dite moderne. La réformation policière dont nous parlons s’est établie selon trois axes majeurs. Il s’est opéré une bureaucratisation des procédures policières. Lorsque Nicolas-René Berryer a été lieutenant général de police (de 1747 à 1757) par exemple, l’institution a développé son administration centrale en se dotant de bureau spécialisés. En outre, les agents de l’institution se sont progressivement professionnalisés, devenant de véritables professionnels de la sureté et du maintien de l’ordre public. Également, la police parisienne a peu à peu amélioré sa gestion de l’espace urbain. L’institution est montée en puissance à la fin du l’Ancien Régime, ses méthodes se perfectionnant et le lieutenant général connaissant un réel accroissement de ses prérogatives. Un lien étroit existe entre la monarchie et le système policier parisien, puisque l’institution est royale et le lieutenant général en contact direct avec la personne du roi, ce qui lui confère presque un rang de ministre. Néanmoins, l’exercice de la police parisienne reste dispersée entre plusieurs institutions. Les lieutenants au Châtelet sont sous la tutelle des Parlements qui conservent de nombreux pouvoirs réglementaires, et la municipalité conserve des droits de police, notamment en ce qui concerne le commerce sur la Seine. La puissance monarchique n’a pas achevé son entreprise de sujétion de la police parisienne afin de maitriser tous les ressorts de la vie sociale, mais le contrôle qu’exerce sa nouvelle institution est fort et son importance incontestable à la fin de l’Ancien Régime. De plus, bien que l’édit marque une étape dans la distinction de la police et de la justice, la Lieutenance est chargée d’activités réglementaires, mais également d’activités juridictionnelles. En effet, le Lieutenant général tient rôle de juge lors des audiences de police traitant des délits mineurs ou même parfois criminels. Les commissaires concourent, de par l’exercice de leurs fonctions, à cette activité de justice. Lorsqu’ils dressent leurs procès-verbaux, dans lesquels ils inscrivent les plaintes des justiciables et les propos tenus par divers témoins, les commissaires font l’instruction judiciaire qui permettra la préparation d’une éventuelle audience ultérieure. Leurs attributions démontrent bien que le partage est encore imparfait entre activité de justice et activité de police.

#### La situation de la police en province
La royauté ne s’arrête pas à la situation de la capitale. Elle souhaite mettre fin à la concurrence des juridictions et à l’enchevêtrement des pouvoirs policiers en province. Plus globalement encore, se pose la question de la mise en place d’une police générale du royaume. En octobre 1699, Louis XIV prononce un édit qui institue sur le modèle parisien des offices de lieutenants-généraux de police dans toutes les villes de juridiction royale, celles où siègent des Parlements. C’est le cas de Lyon, Toulouse, Bayonne, Saint-Quentin, Angers, Limoges, etc. Le préambule de cet édit évoque les bienfaits que l’institution de la capitale a prodigués à ses habitants. Le but est bien là d’uniformiser et de centraliser les pouvoirs de police. Dans les faits, cette tentative est plutôt un échec. L’application de la Lieutenance est assez inégale dans le royaume. Plusieurs villes contournent l’édit en dotant des villes moins importantes de la nouvelle institution. Dans ces dernières, l’office est qui plus est récupérée par les cours de justice. D’autres villes, comme Lyon et Marseille, rachètent l’office de lieutenant-général pour la rattacher à leur Hôtel-de-ville. La police reste alors un domaine d’actions de style municipal.
La réformation de la police urbaine s’opère aussi en province. Des efforts y sont faits tout au long du siècle pour améliorer l’action des forces de police. Municipalités et administrations royales cherchent à professionnaliser et mieux organiser les agents de police, à assurer la régularité de leur rétribution, ou encore à redécouper l’espace urbain pour y exercer un meilleur contrôle. La modernisation se ressent également dans les mesures prises et les règlements institués. Ces derniers sont dans le prolongement de préoccupations nouvelles, telle que celle de la santé et de l’hygiène publiques, ou bien celle du contrôle et de l’identification des individus étrangers à la ville. Pour approfondir ce dernier exemple, signalons que la police est chargée de contrôler l'accès aux villes. Des certificats sanitaires sont par exemple utilisés lors de l'épidémie de peste. De nouvelles méthodes comme celle-ci, qui émergent en temps de crise, sont perfectionnées au fil du siècle, les étrangers à la ville faisant l'objet d'une surveillance accrue.
Des aspirations modernisatrices sont le commun des villes de la fin de l’Ancien Régime. Si les municipalités ont encore l’ascendant sur l’exercice de la police, son institutionnalisation ne tardera pas à être davantage clarifiée, et des formes nouvelles de régulation sociale (le propre de la police) voient déjà le jour.

##### L'exemple de Tours
Les pouvoirs de police de la ville, faubourgs et cité de Tours sont de la fin du XIVe siècle jusqu’au XVIIe siècle exercés par le maire et les échevins, soit par le corps de la ville. Ils sont fortement axés sur le contrôle du commerce, ainsi que sur le maintien de l’ordre dans la communauté. À partir de 1592, des échevins sont choisis pour devenir des commissaires chargés de veiller à la bonne police de la ville. Néanmoins, les compétences en matière de police connaissent un important éparpillement au cours du XVIIe siècle. Les questions de voirie se voient partagées entre la ville et son bureau des finances, et en 1670 la réunion de la prévôté avec le bailliage et siège présidial de Tours entraine le passage des fonctions de police aux mains du lieutenant de Touraine. Les compétences sont donc partagées entre le corps de ville et le bailliage à la fin du siècle.
La situation de Tours illustre assez bien la volonté monarchique d’uniformisation et de centralisation, ainsi que les conflits que cela a engendré dans les villes de province. En effet l’édit de 1699 entraine la création à Tours de la lieutenance générale de police, qui réunit désormais les droits de police. M. Taschereau, qui était alors le lieutenant particulier de Touraine, prend dès 1700 le titre de « conseiller du roi, lieutenant général de police de Tours », ce qui confirme le début du fonctionnement de l’institution. La perte de prérogatives que cette création implique pour la municipalité est à l’origine de nombreuses rivalités et tensions entre cette dernière et la nouvelle institution. La ville a notamment tenté, en vain, de racheter la charge de lieutenant général en 1784.
À partir de 1700 s’établit donc une nouvelle institution à Tours, relativement indépendante du bailliage et siège présidial. C’est elle qui traite et juge les faits de « police et réglementation », elle tient des actes distincts de ceux du bailliage, et le lieutenant dispose de ses propres officiers et commis. Là où le bailliage tient encore une place dans l’exercice policier réside dans le fait qu’il conserve des fonctions d’administration et que ses officiers remplacent ponctuellement le lieutenant, le procureur ou le greffier de police s’ils sont absents ou leurs postes vacants.
Les archives de la Lieutenance générale de police de Tours sont conservées avec les archives du bailliage aux Archives départementales d’Indre-et-Loire depuis 1912. La cohérence de leur forme et de leur contenu illustre l’organisation et le méthodisme de la nouvelle institution policière. Les registres et les liasses ont été cotés, détaillées et datées par les différents greffiers qui se sont succédé. Le volume des « minutes et procès-verbaux » annuels donne une idée globale de ce que traitait la police tourangelle. Les procès-verbaux des visites des commissaires révèlent un exercice de contrôle du commerce, des denrées, des débits de boissons, de la prostitution. Autre exemple, les demandes d’autorisation de spectacles, concerts, jeux, illuminations révèlent une prise en charge du divertissement dans la ville.

#### Les diverses attributions des autorités de la police urbaine sous l’Ancien Régime
Les documents d’archives produits par la Lieutenance générale de police, ainsi que la réglementation (ordonnances et règlements de police) produite en matière de police dans le cadre de son activité, sont des fenêtres idéales pour observer les attributions des autorités de police sous l’Ancien Régime.
En premier lieu, l’institution tenait rôle de police économique. Ses divers argents étaient chargés d’assurer et de contrôler le fonctionnement de la vie économique urbaine. Cette tâche passait notamment par l’enregistrement et la fixation du prix des céréales, du pain et d’autres denrées de base, ainsi que par la surveillance de tout type de commerce au sein de la ville. Par exemple, la police devait veiller à ce que les marchands respectent bien les « poids et mesures », à ce qu’ils ne vendent pas en dehors de la place publique, en dehors des heures autorisées et des jours de marchés, ou encore à la surveillance des métiers statués.
L’institution était chargée du maintien de l’ordre et de la sécurité publiques. Pour assurer le bon ordre d’une manière générale, elle devait agir sur plusieurs terrains. Par exemple au niveau de la voirie. Les officiers de police veillaient, pour la sécurité et la tranquillité publiques, à ce que les voies publiques soient propres et non encombrées. Il était dans ce sens imposé de nettoyer devant sa porte ou devant sa boutique, et défendu de jeter quelque liquide que ce soit depuis sa fenêtre, ou encore de laisser divaguer ses animaux sur la voie publique. La police devait également agir vis-à-vis de la discipline religieuse. Les mauvaises mœurs mettant à mal l’ordre sexuel, économique ou même familial. Pour ce faire, les autorités policières luttaient pour une meilleure participation aux offices divins et autres célébrations à caractère religieux, prêtant ainsi main-forte aux autorités religieuses. Il était interdit aux cabaretiers et aubergistes de vendre à boire durant les offices divins, les jours de fête et les dimanches, et logiquement aux habitants de fréquenter ces établissement lors de ces moments. Les officiers de police surveillaient également étroitement les processions du Saint-Sacrement, veillant à ce que la population y participe et que chacun reste au rang qui lui est attribué à cette occasion. Ne pas rester à sa place constituerait un trouble fait à l’ordre social. Citons aussi les actions visant à défendre la sécurité et la tranquillité de la population urbaine. Des obligations étaient formulées pour empêcher les incendies accidentels (l’obligation de ramoner sa cheminée) et pour empêcher les accidents potentiellement mortels (l’obligation de déclarer que l’on détient une arme à feu). Les autorités de police veillaient aussi au repos public, raison pour laquelle elles luttaient contre les attroupements d’individus causeurs de tapage (les libertins qui se rendaient dans un domicile la nuit, par exemple).
La police sociale constituait un autre axe de ses attributions. Celle-ci passait notamment par le contrôle des gens sans aveu et par un encadrement strict des divertissements. Ces deux préoccupations donnaient concrètement lieu à des visites, effectuées fréquemment par les agents de police, dans les cabarets et les auberges. L’objet de ces visites étant de vérifier les livres dans lesquels les hôtes étaient tenus de noter les noms des personnes ayant logé chez eux, ou encore de vérifier si des jeux n'étaient pas vendus aux particuliers en dépit des interdits.

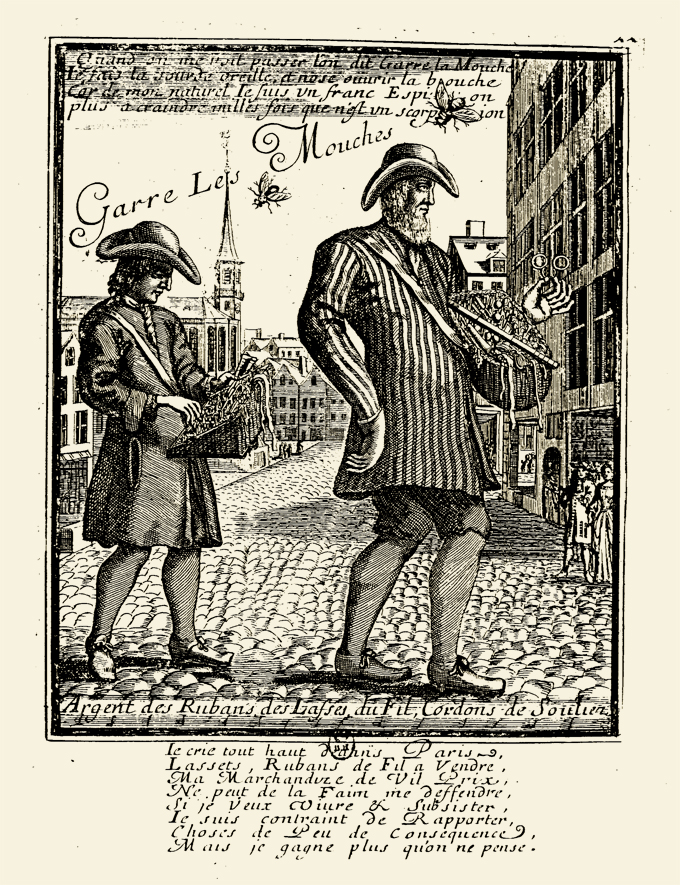
Garre les Mouches (sic). Caricature des « mouchards » de la police, gravure sur cuivre, 1720.
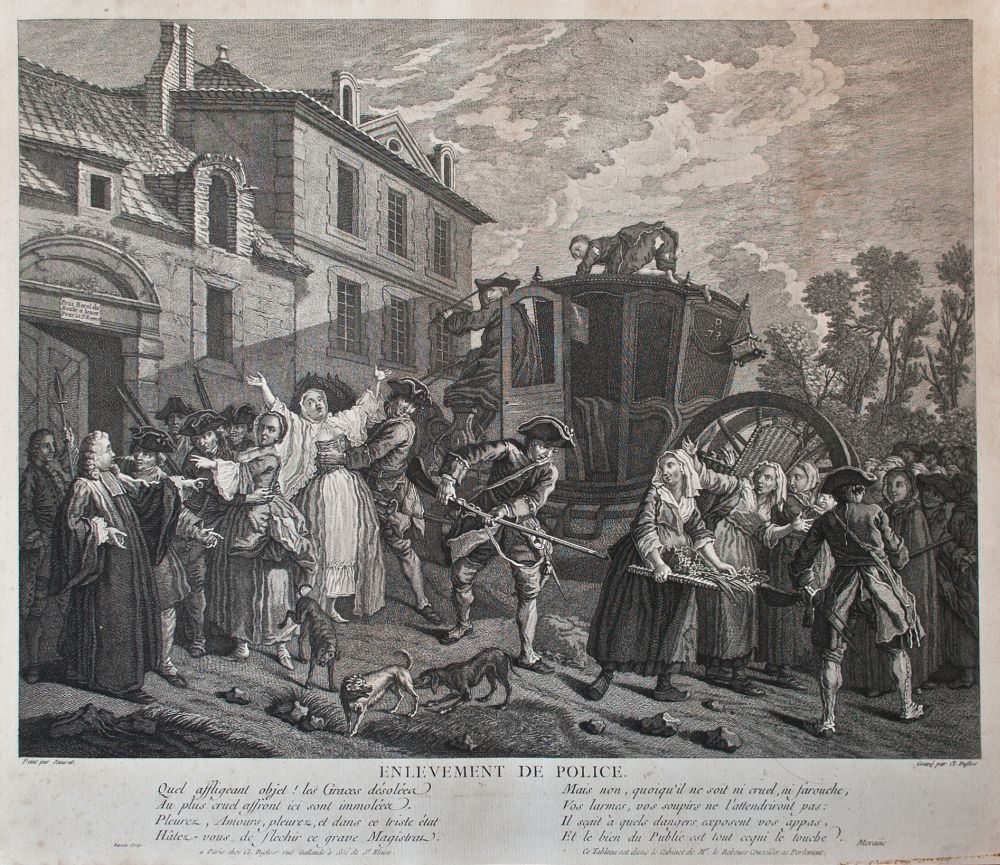
Enlèvement de police. Gravure de Claude Augustin Duflos d'après une peinture d'Étienne Jeaurat, vers 1756-1757.
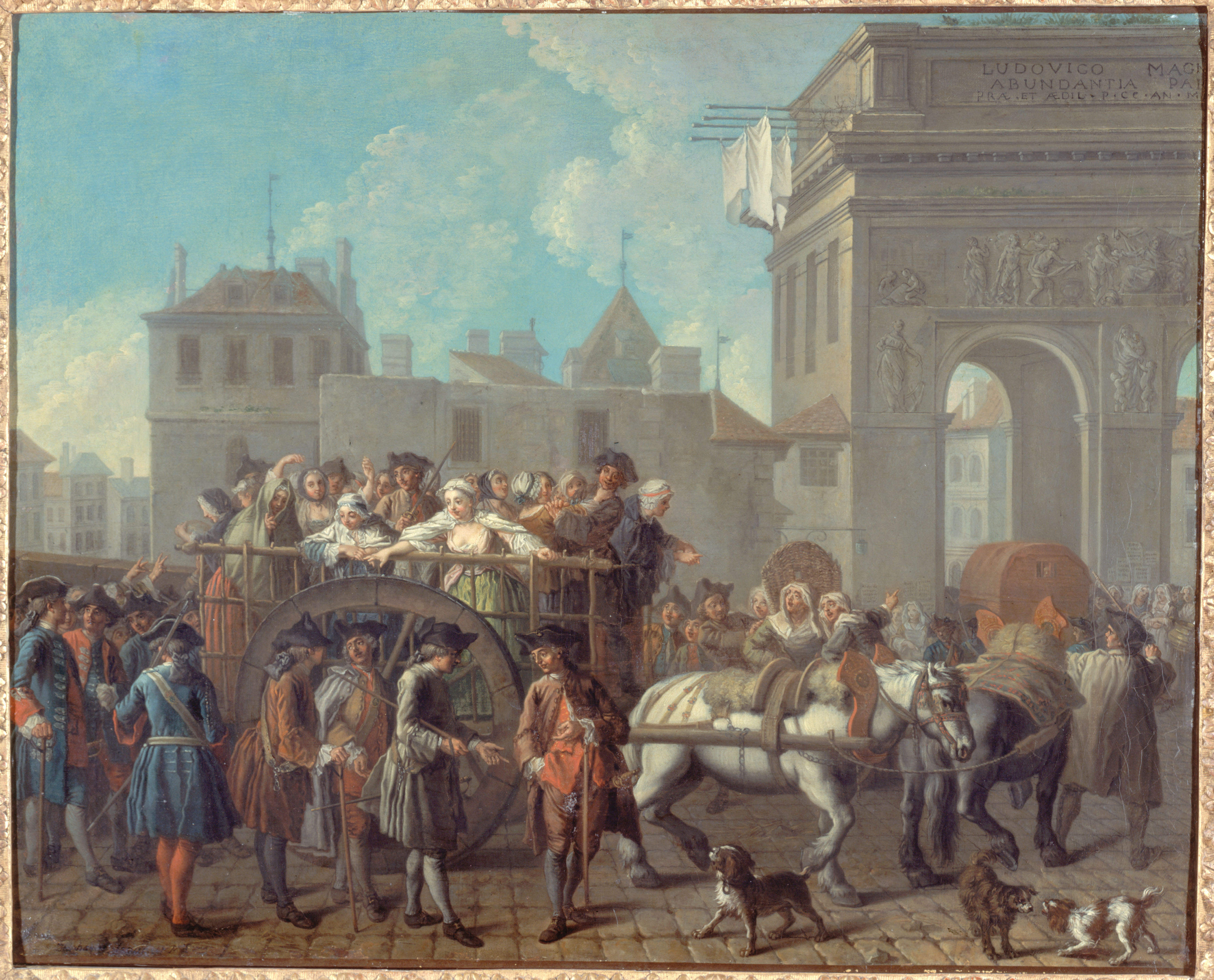
La conduite des filles de joie à la Salpêtrière, toile d'Étienne Jeaurat, Paris, musée Carnavalet, 1745.
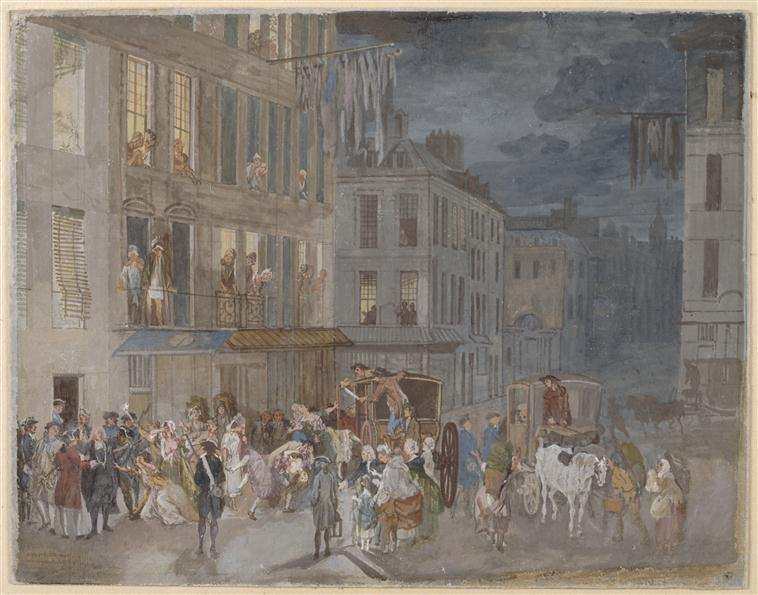
Descente de police la nuit, toile d'Henri-Joseph Van Blarenberghe, Paris, musée du Louvre.

### Révolution et Empire

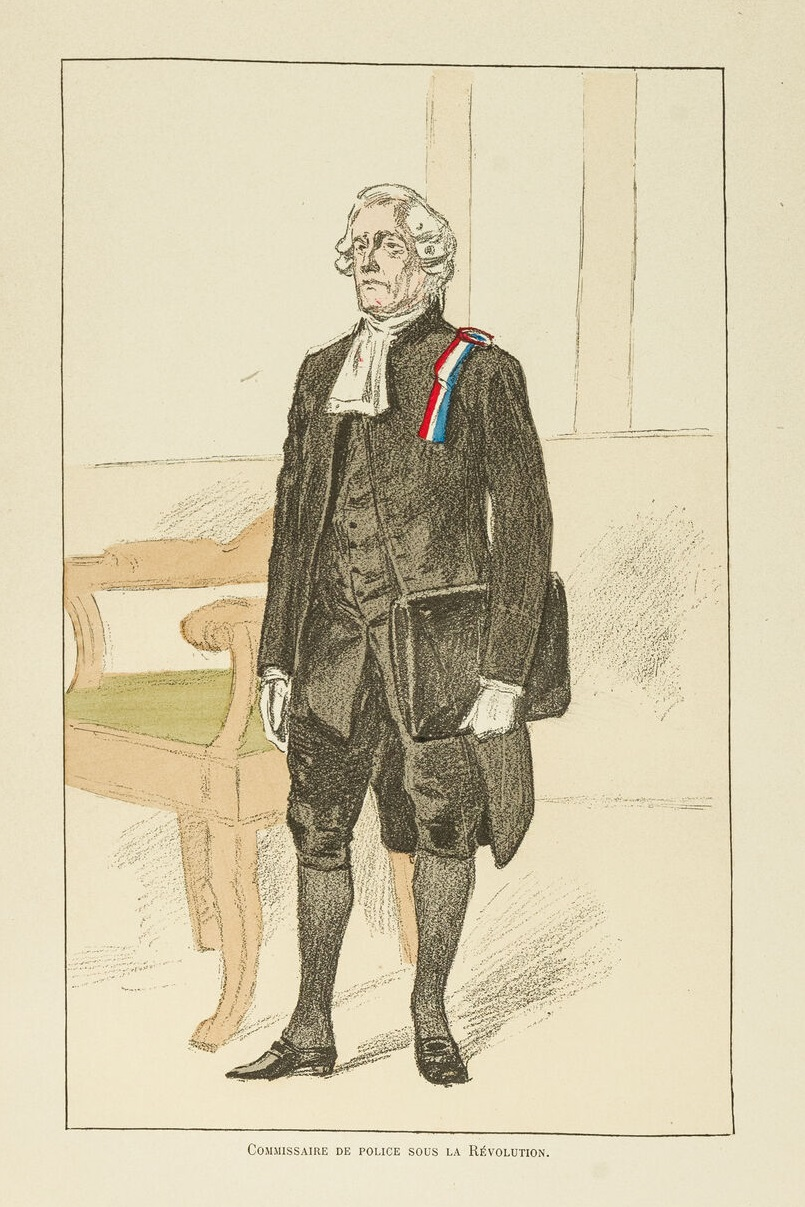
Commissaire de police sous la Révolution.
Illustration extraite de l'ouvrage de Rey et Féron, Histoire du corps des gardiens de la paix, 1896.

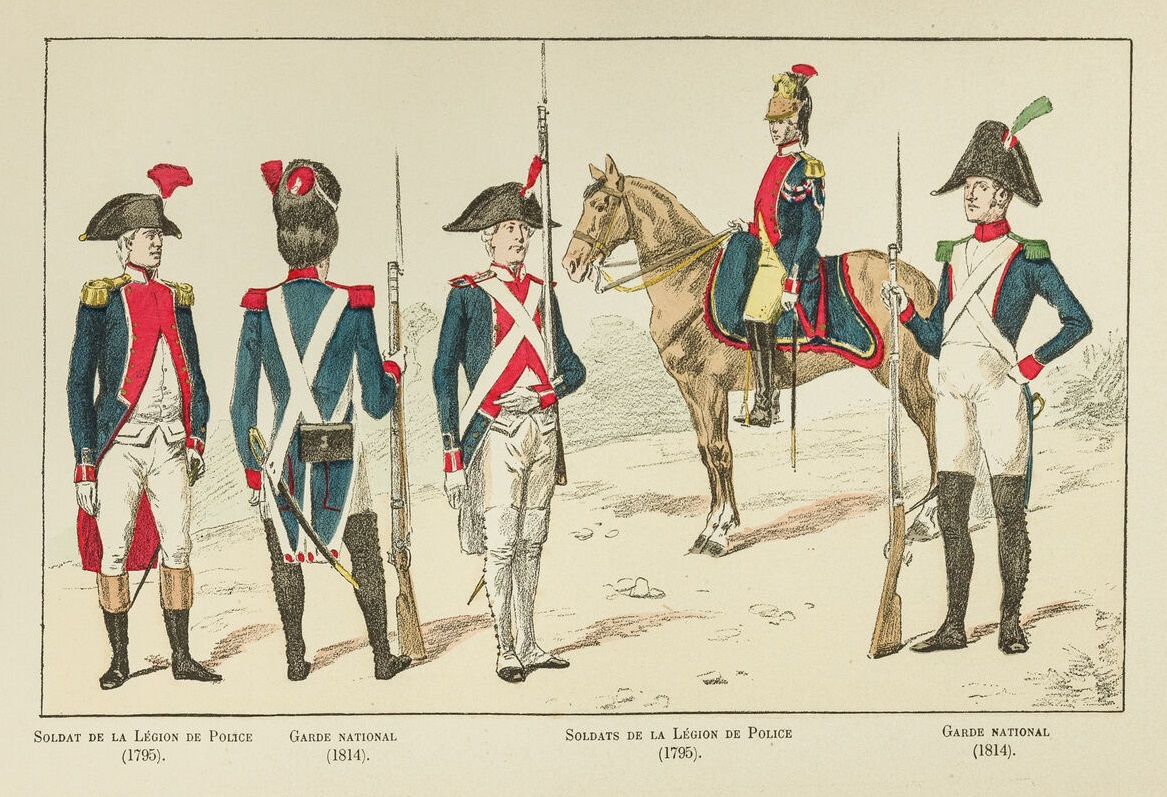
Légion de Police (1795) et Garde nationale (1814).
Illustration extraite de l'ouvrage de Rey et Féron, Histoire du corps des gardiens de la paix, 1896.

L'ancienne police s'évanouit en 1789. La Lieutenance générale de police de Paris disparaît, tandis que la police est confiée aux municipalités. Dans les plus grandes villes, divisées en sections, la police est confiée à des commissaires élus par les citoyens de chaque section, secondés par la Garde nationale, une milice, placés sous l'autorité de la municipalité. Les compagnies de maréchaussées sont fusionnées pour former la Gendarmerie nationale en 1791, chargée essentiellement de la police des campagnes.
La loi du 22 juillet 1791 sur la police municipale prévoit la constitution d'un « état des habitants », ou recensement municipal annuel. Aboli comme symptôme de la monarchie absolue, le passeport est rétabli, après d'âpres débat, par une loi de 1792 (en septembre, l'État établira aussi l'état civil moderne). Avec l'abolition des privilèges et la proclamation de l'égalité dans la Déclaration des droits de l'homme et du citoyen, ce sont tous les citoyens de la République française qui dispose d'un droit à l'état civil et au passeport : son usage, qui était limité à certaines catégories sous l'Ancien régime, devient général.
Après la chute de la royauté en août 1792, le Comité de sûreté générale et les autres polices révolutionnaires, promptes à alimenter la guillotine, se substituent à l'éphémère garde nationale élue. Comité de sûreté générale et Comité de salut public, où siègent Robespierre, Danton, etc., et qui dispose du Bureau central de police, se font la guerre. En 1795, de Terreur en Contre-terreur, la police est totalement désorganisée. La Convention nationale instaure le 25 octobre 1795 le Code des délits et des peines (3 brumaire an IV), qui distingue entre la police administrative, qui prévient les délits, et la police judiciaire, qui recherche les délits que la police administrative n'a pu empêcher de commettre. Cette distinction entre rôle de prévention et de répression était au cœur des idées de Beccaria, Montesquieu et Voltaire.
Le Directoire crée le ministère de la Police générale, mais la police dépend en fait des autorités locales. Neuf ministres de la Police se succèdent de 1796 à 1799. Pire, le ministère de la Police générale (c'est-à-dire Fouché) finança en partie le coup d'État du 18 brumaire. La loi du 28 germinal an VI sur la Gendarmerie nationale énonce qu'« une surveillance continue et répressive constitue l'essence de son service » : celle-ci a donc à la fois des fonctions de police administrative (prévention des délits) et de police judiciaire (répression).
Bonaparte, Premier consul, entreprend de constituer une police à sa dévotion, dont il nomme lui-même les commissaires (loi du 17 février 1800 / 28 pluviôse an VIII). Il crée en 1800 la Préfecture de police de Paris, héritière de la Lieutenance générale. Fouché, pendant les dix ans de son « règne », s'intéressera presque exclusivement à la police politique, la division « Sûreté générale et police secrète », qui fait un large usage des indicateurs et autres « mouchards ». Un système élaboré de surveillance et de contrôle des déplacements est mis en place. Dès 1795, le passeport est obligatoire pour se déplacer hors de son canton. Dans le cadre des guerres révolutionnaires, ce sont essentiellement les émigrés royalistes et les sujets de puissance ennemie qui sont suivis, quoique désormais, tout étranger (c'est-à-dire, depuis la Révolution, non titulaire de la citoyenneté française), fasse l'objet de ce contrôle. La police de Fouché tâche de garder ceux-là sous son regard, en les obligeant à pointer régulièrement devant des bureaux, pour se faire « viser » son passeport. Le Ministère de la Police générale reçoit des départements frontaliers et des ports les passeports des étrangers, et les recoupent avec ses registres, avant de les renvoyer, d'abord aux maires, puis, ceux-ci manquant de compétences aux yeux du Ministère, aux sous-préfets. Si ce système comporte encore de nombreuses échappatoires, beaucoup ne connaissant pas même les procédures à suivre, « paradoxalement, c'est le développement des moyens de surveillance qui rend possible une plus grande liberté de mouvement » : l'État est confiant dans ses capacités de pouvoir retrouver tout individu circulant sur le territoire national.

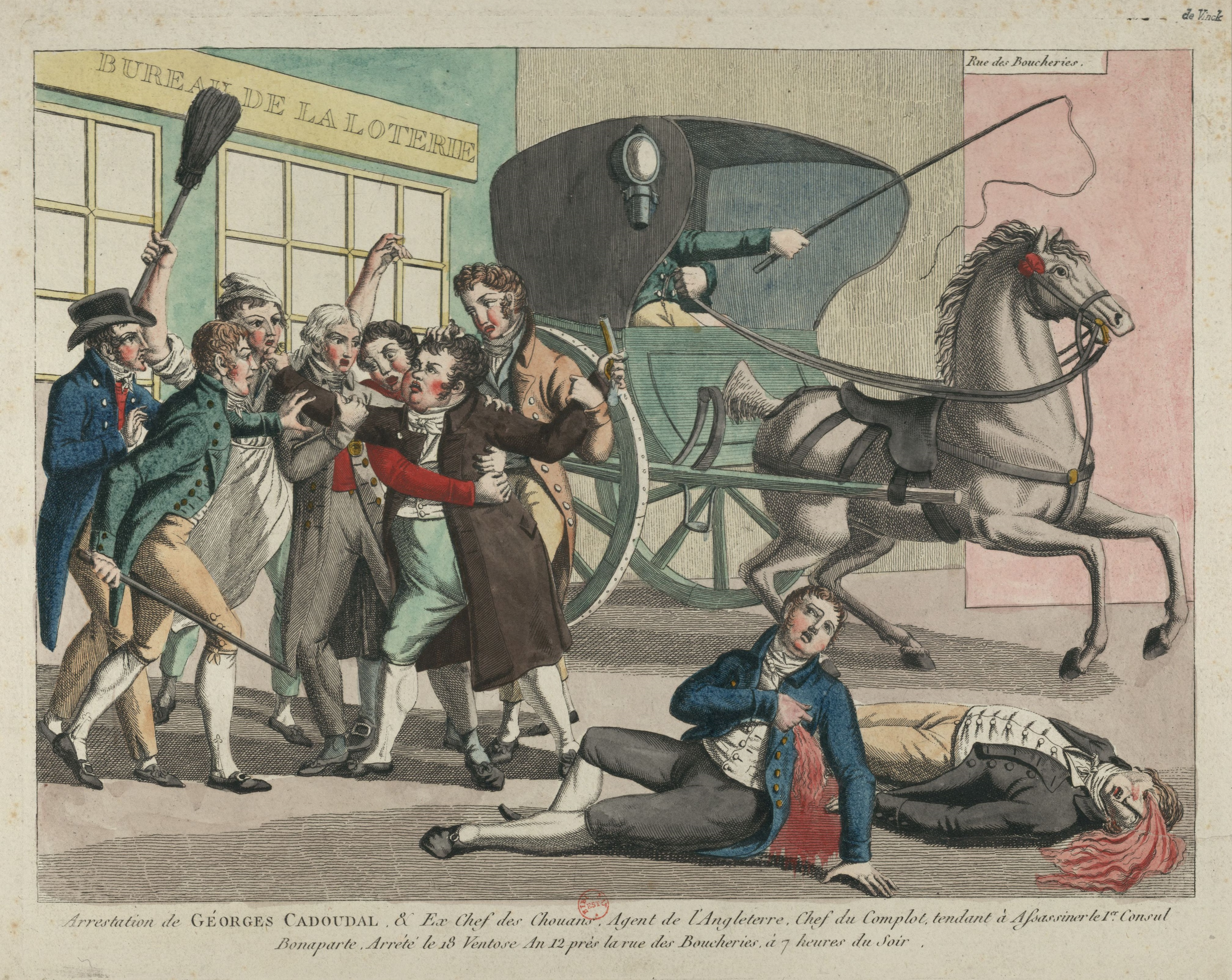
Cadoudal abat l'inspecteur de police Étienne Buffet, première victime du devoir (9 mars 1804).
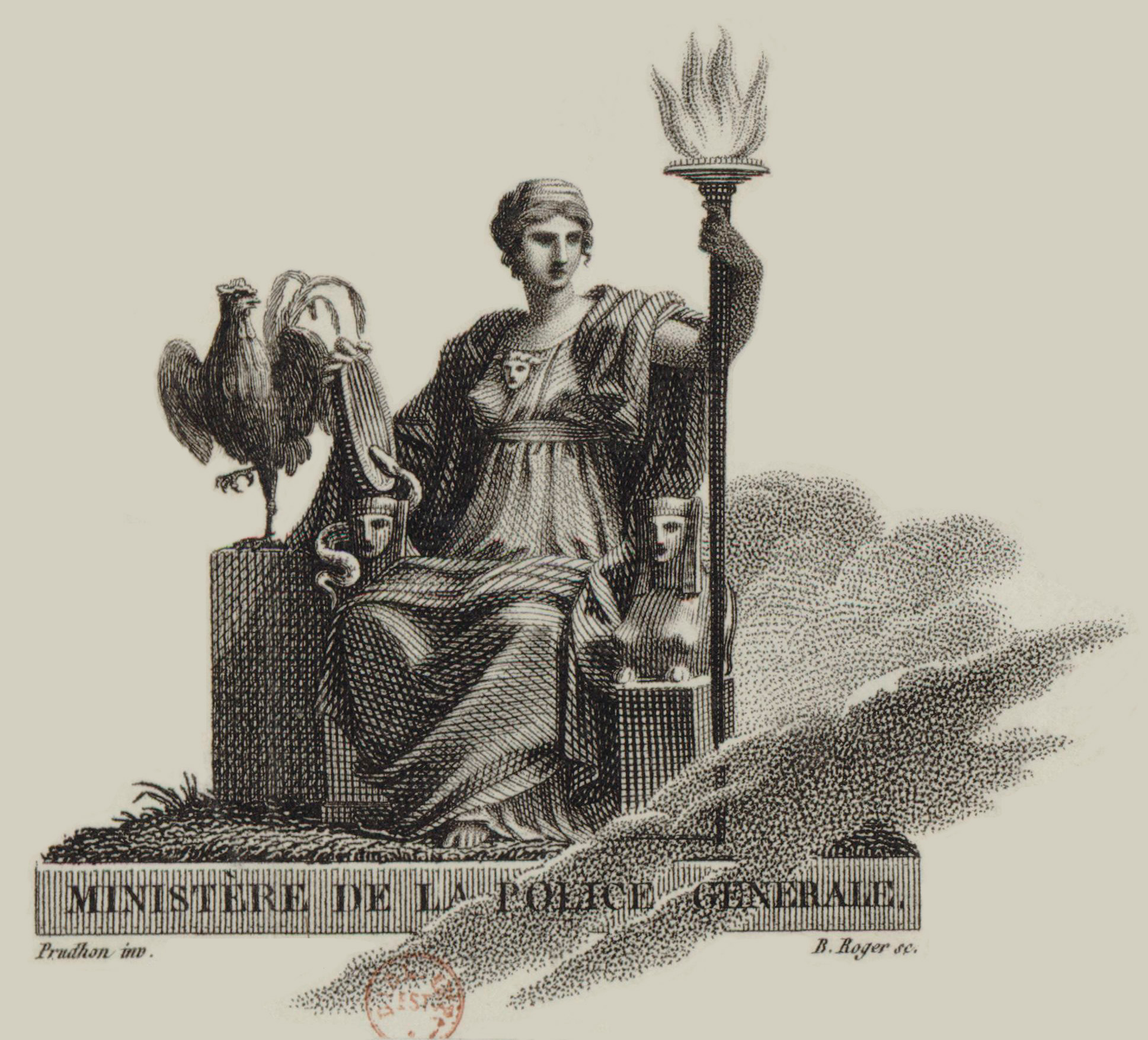
Emblème du ministère de la Police générale.
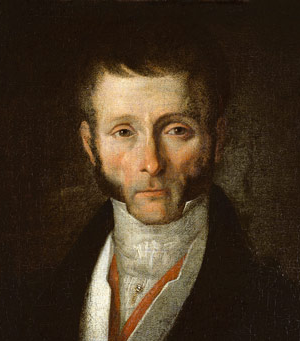
Joseph Fouché.
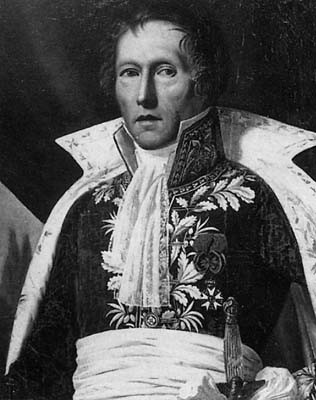
Louis Nicolas Dubois, premier préfet de police de Paris.

### Restauration et monarchie de Juillet
Sous la Restauration, le ministère de la Police générale est supprimé en 1818 ; il sera rétabli par Napoléon III. La Préfecture de police étend alors son action jusqu'en province, tandis que le caractère policier du pouvoir s'accentue encore. Vidocq s'illustre à la brigade de sûreté de la préfecture de police. Après l'assassinat du Duc de Berry, Delavau, surnommé le « préfet des jésuites », et successeur de Jules Anglès, se concentre sur l'espionnage. En 1834, le préfet Gisquet s'illustre par le massacre de la rue Transnonain. Lui succède Delessert, qui reste en poste de 1836 à 1848.
La Préfecture bénéficie à partir de 1830 du concours de la Garde municipale, qui remplace la Gendarmerie de Paris. C'est pourtant à la toute fin de la Restauration qu'est créé le « sergent de ville », au service de la sécurité et de la prévention. Mais sous la monarchie de Juillet, cette nouvelle forme de police se voit détournée de sa fonction première.

Lithographies de l'ouvrage Les Français peints par eux-mêmes : encyclopédie morale du XIXe siècle (1841)
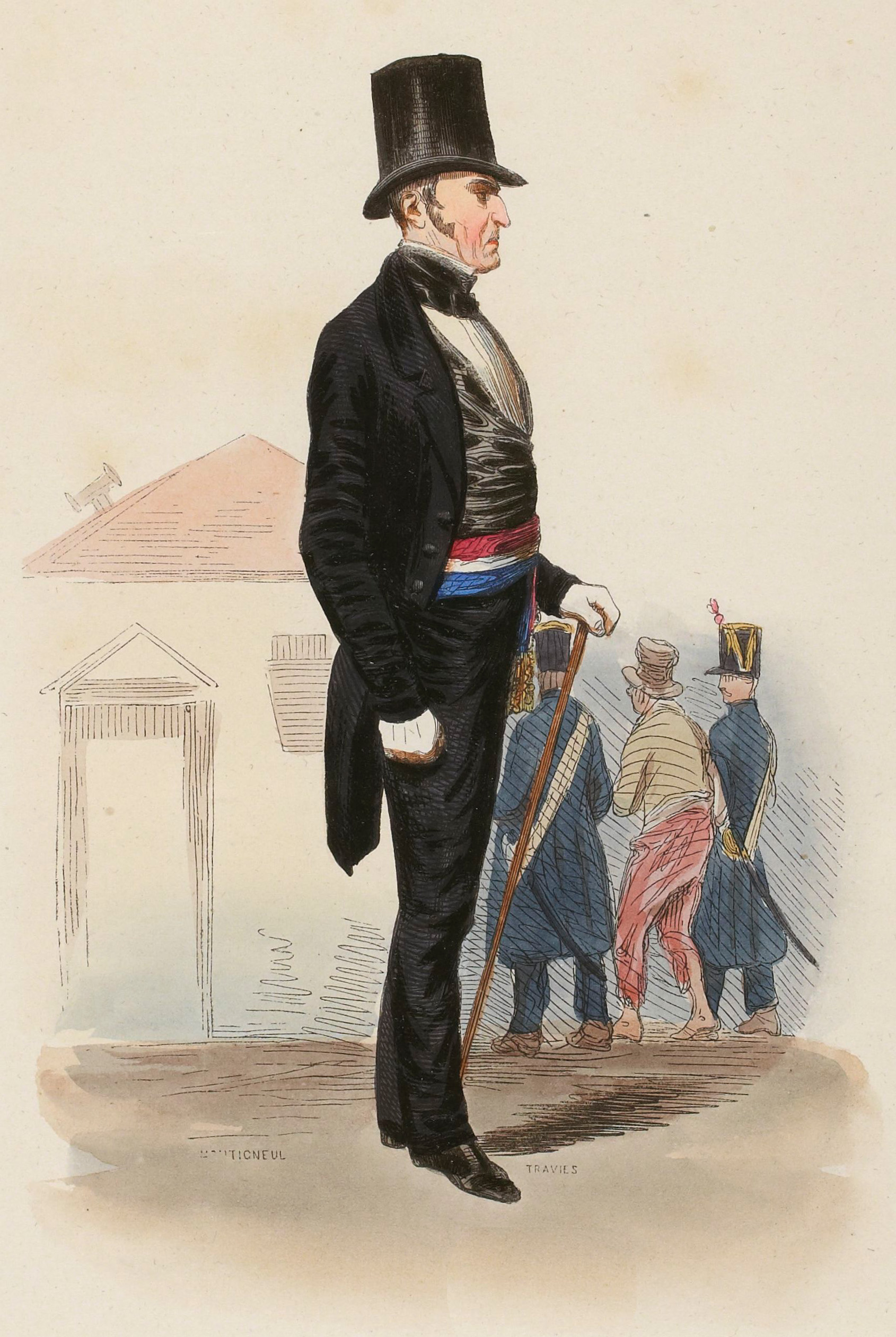
Un commissaire de police, lithographie, 1841.
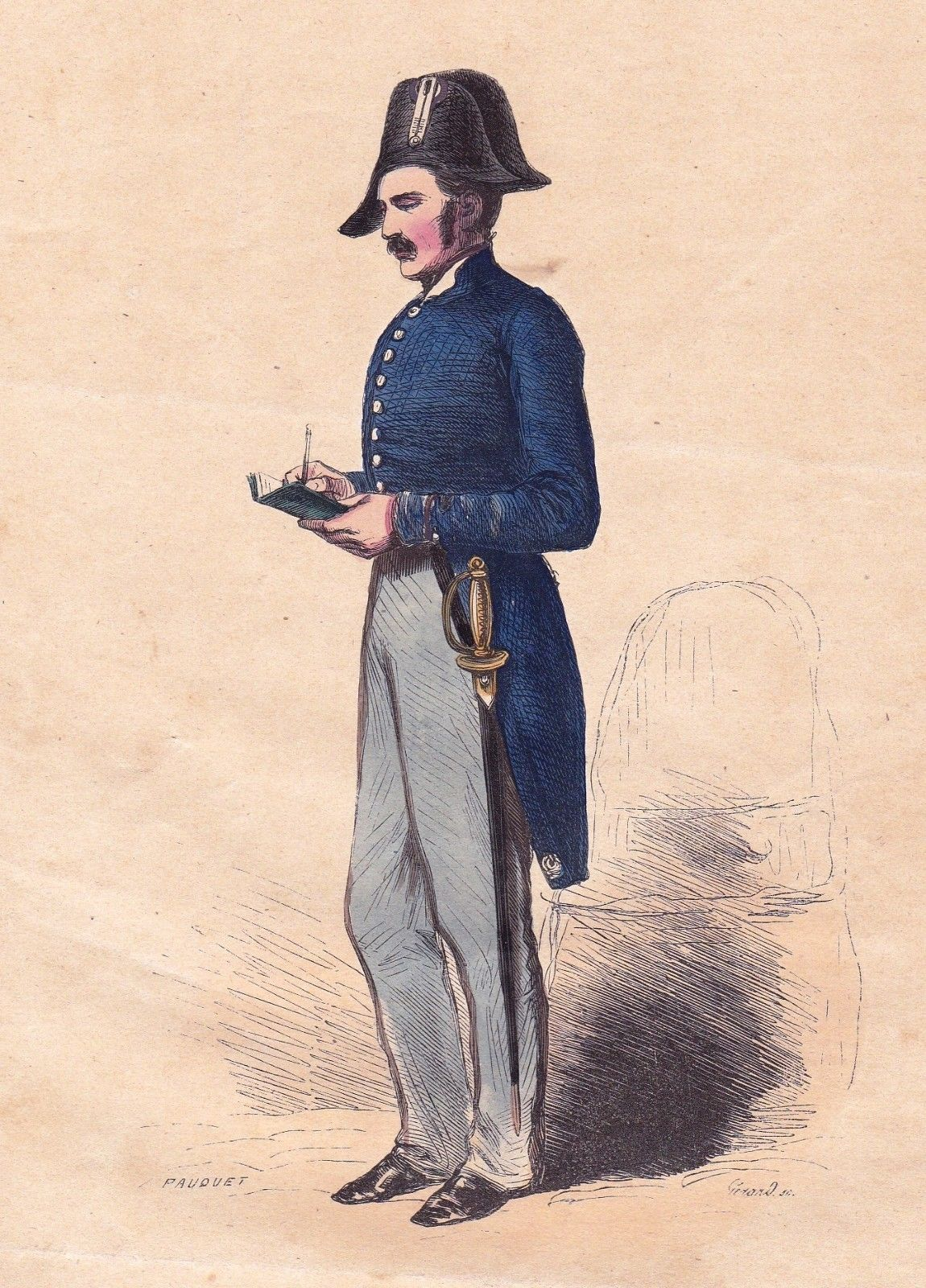
Un sergent de ville, lithographie de Hippolyte Pauquet, 1842.
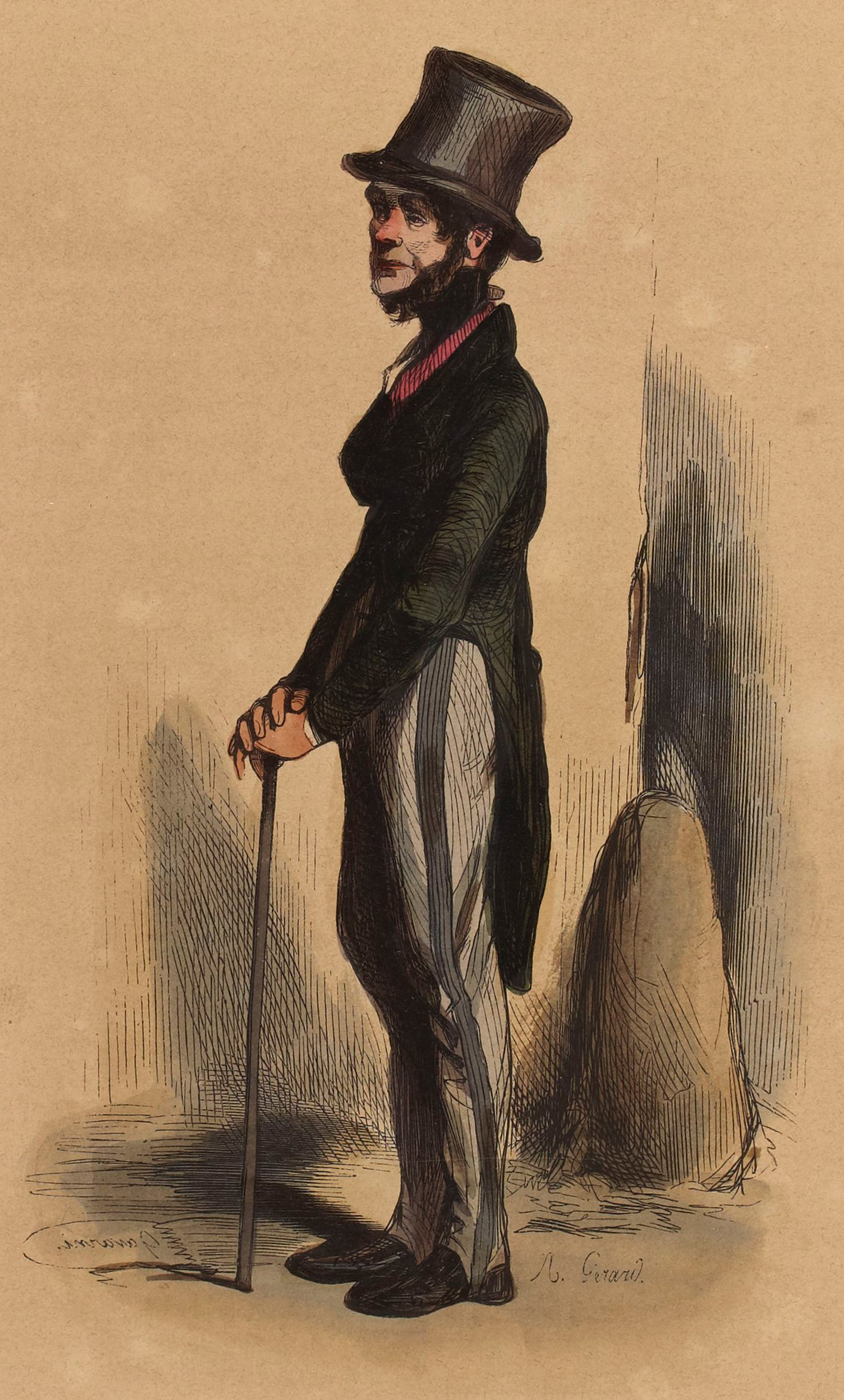
Un agent de « la rue de Jérusalem » (la préfecture de police), lithographie de Paul Gavarni, 1841.

### Second Empire

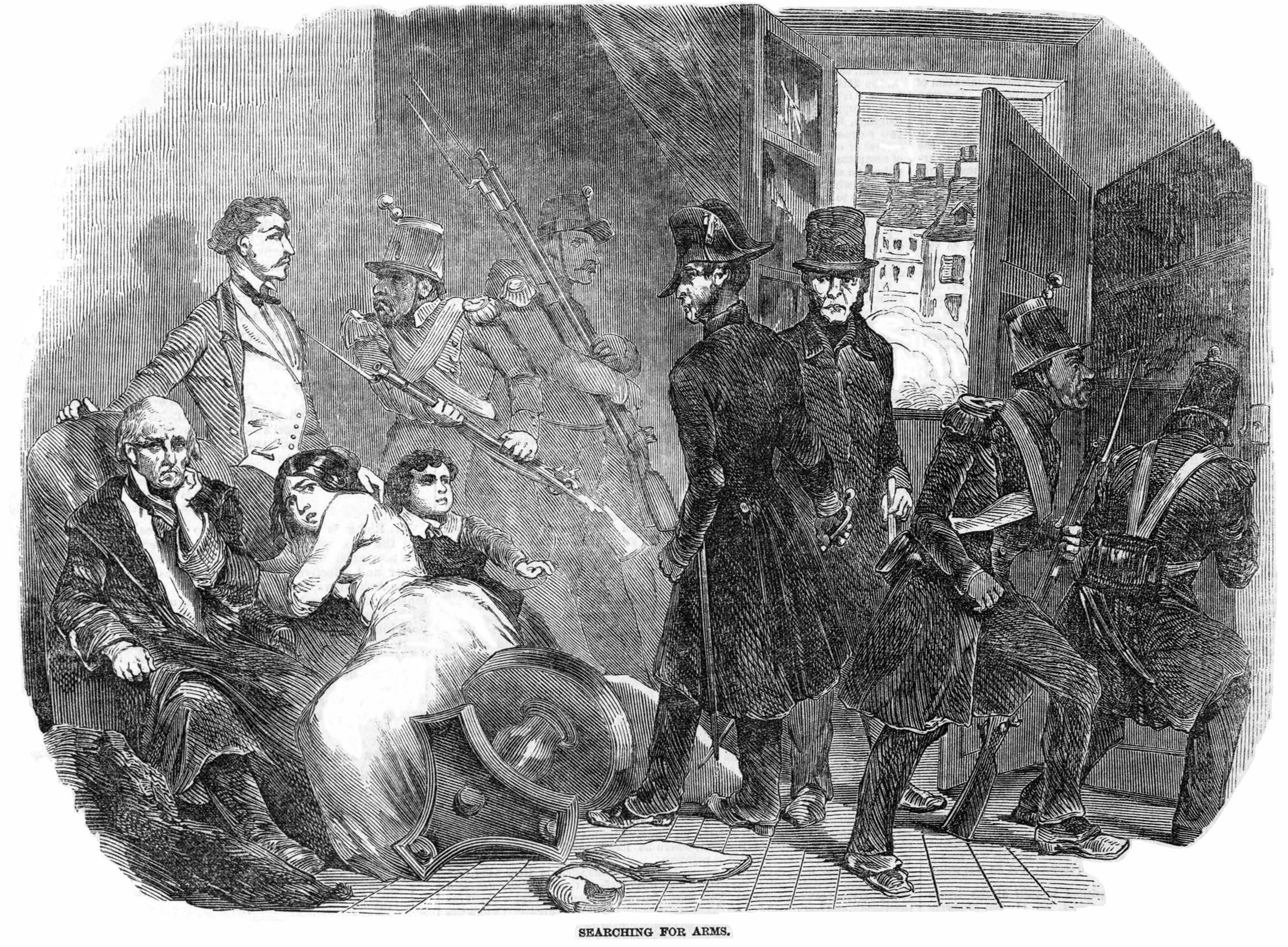
La police et les soldats recherchent des armes chez des opposants durant le coup d'État du 2 décembre 1851 (The Illustrated London News).

Avec Napoléon III, la police politique prospère, aux dépens de la police judiciaire, souligne A. Lebigre[réf. nécessaire]. En 1858 l'attentat manqué d'Orsini contre l'Empereur est l'occasion d'une vague de répression. Une loi de sûreté générale est promulguée en 1858, qui permet de punir de prison toute tentative d'opposition et autorise, entre autres, l'arrestation et la déportation sans jugement, d'un individu condamné pour délit politique depuis 1848. Ce projet de loi prévoit enfin des peines d'amendes ou de prisons contre ceux qui se seraient concertés en vue d'agir à l'encontre du gouvernement.

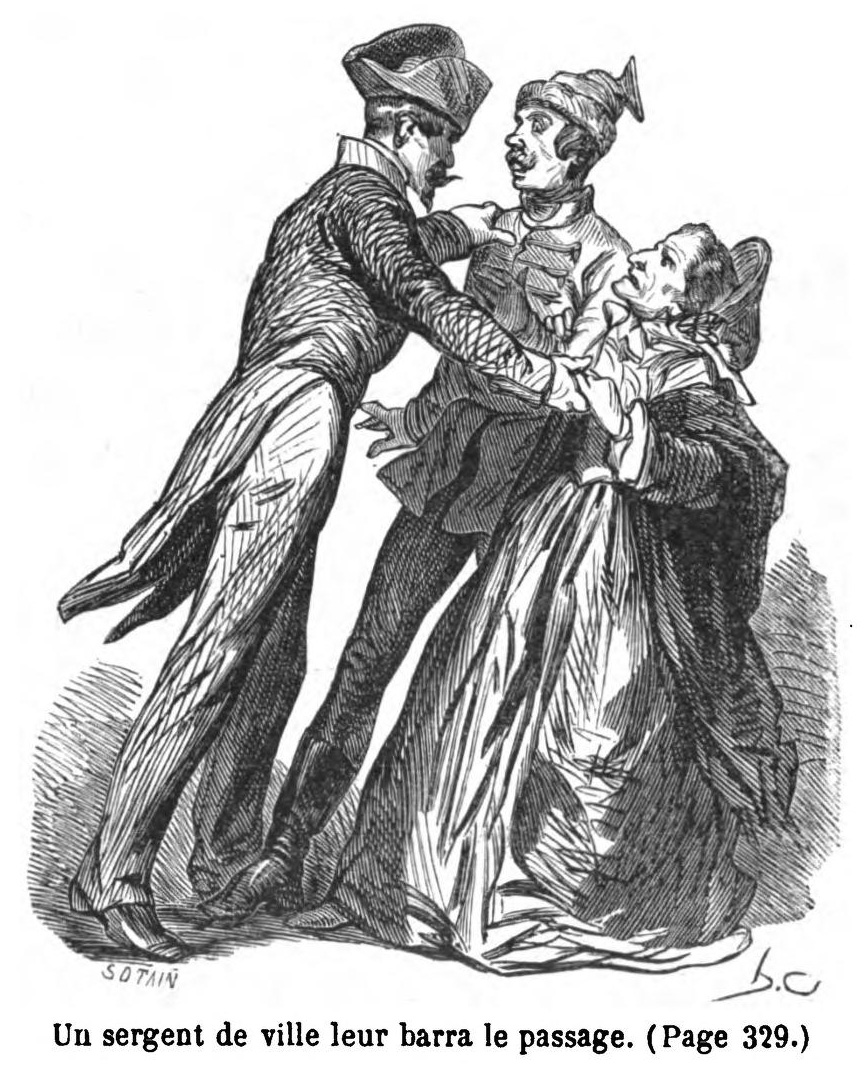
Un sergent de ville représenté dans le roman Les Deux Nigauds (1863). Illustration d'Horace Castelli.

Durant tout le Second Empire, les effectifs de la police sont passés de 5 000 à 12 000 hommes[réf. nécessaire], mais cela s'explique en partie par la croissance des villes, considère Alain Plessis. La révolution industrielle, de par les conditions de vie inhumaine du prolétariat, alimente la criminalité et l'esprit de révolte, tandis que la prison moderne fait son apparition, menant à la création d'une classe spécifique de « délinquants ». « École du crime » maintes fois dénoncée dès sa création, la prison permet en effet de constituer une classe professionnelle de criminels, entretenant des liens étroits, et issue en majorité des classes populaires. Tandis que maintes « illégalismes » jadis tolérés par la monarchie font l'objet d'une répression accrue (la nouvelle réglementation du Code forestier aboutit ainsi en Ariège à la « guerre des Demoiselles », émeutes qui commencent dans les années 1830 et se poursuivent, à l'État larvé, jusqu'en 1872), les « délinquants » permettent aussi au pouvoir d'opérer une surveillance accrue sur ces nouvelles « classes dangereuses » (voir l'ouvrage de Louis Chevalier, Classes laborieuses et classes dangereuses), notamment en les utilisant en tant qu'indics.
De 1826 à 1880, la criminalité aurait quadruplé[réf. nécessaire]. Les Renseignements généraux, créés en 1855, travaillent à prendre la température de l'opinion publique, mais aussi à surveiller les personnalités et à traquer les opposants ainsi que les propagateurs du socialisme.

Série Les valets de l'empire de Paul Klenck (vers 1872)
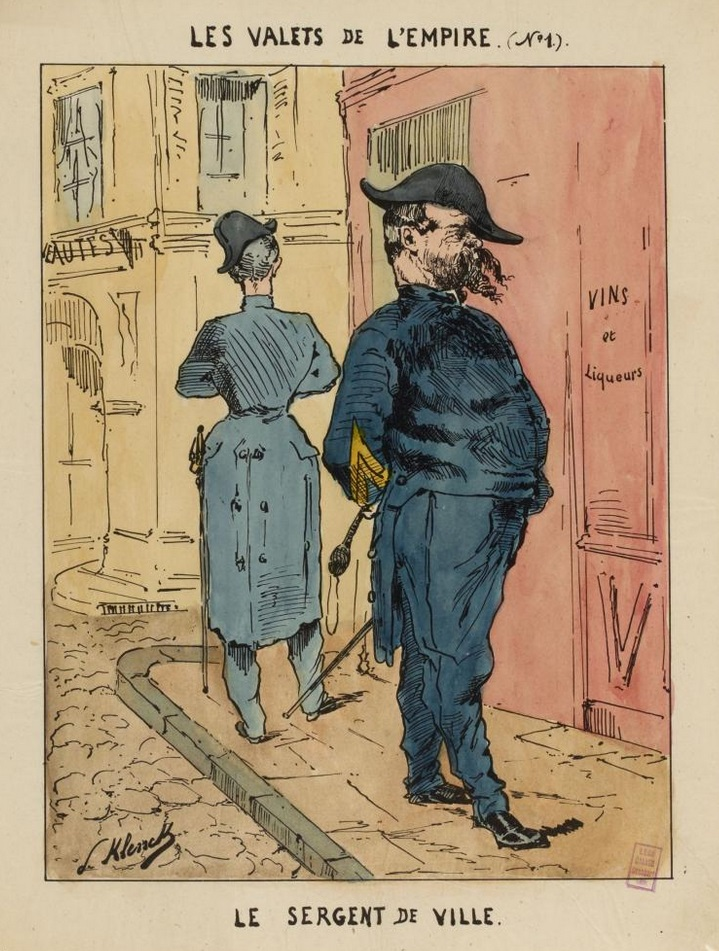
Caricature d'un sergent de ville.
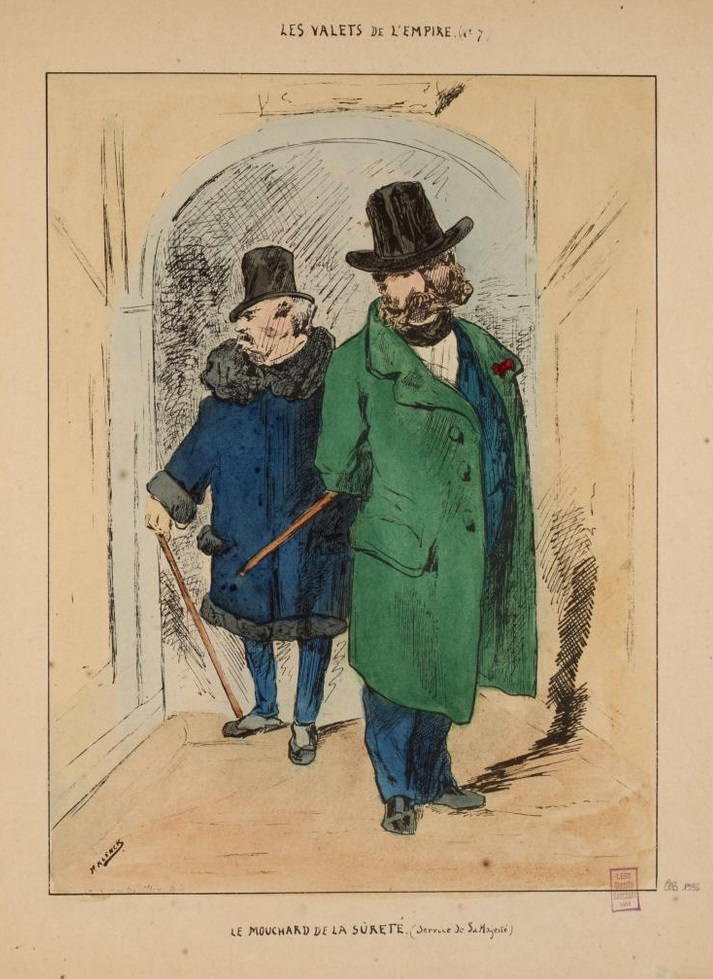
Caricature d'un « mouchard de la sûreté ».
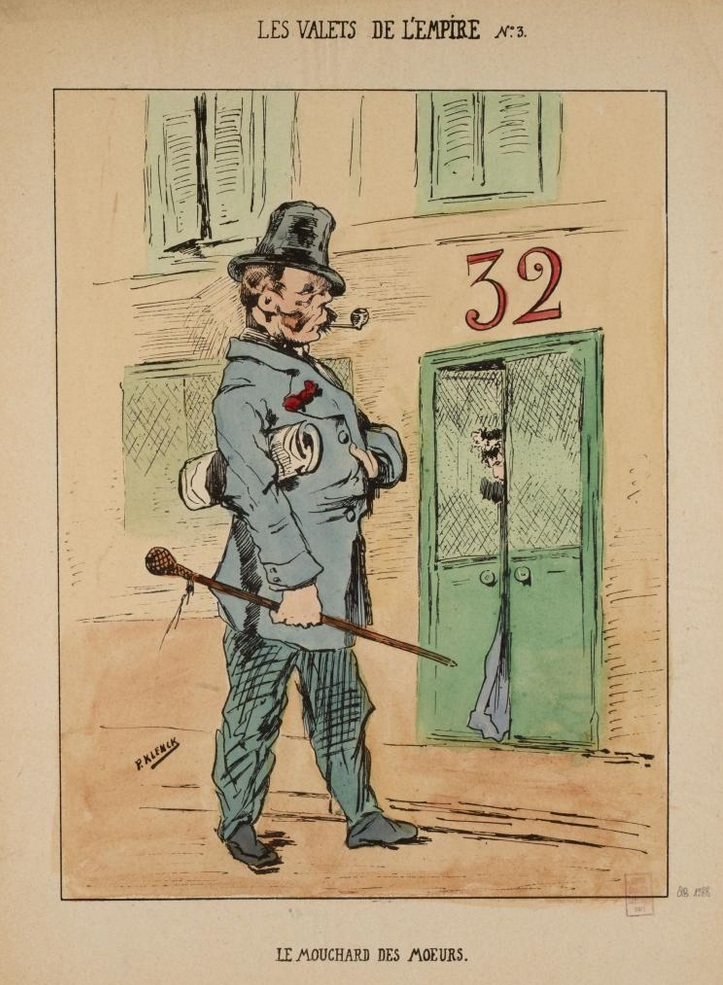
Caricature d'un « mouchard des mœurs ».

### Troisième République

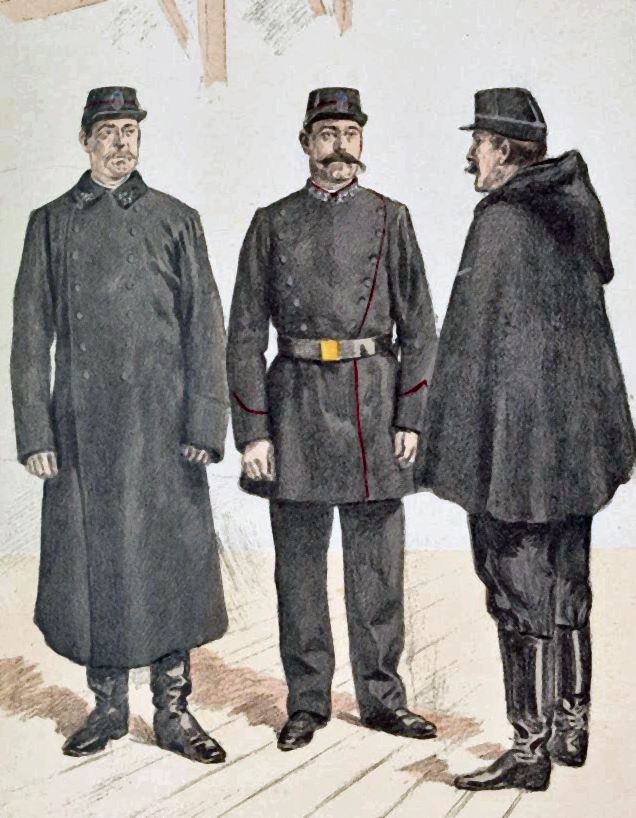
Uniformes des gardiens de la paix de Paris entre 1873 et 1894.
Illustration extraite de l'ouvrage de Rey et Féron, Histoire du corps des gardiens de la paix, 1896.

La loi de 1884 modifie la répartition des pouvoirs de police entre maires et préfets. À la fin du XIXe siècle, la police est pour la première fois confrontée, avec une partie du mouvement anarchiste prônant la propagande par le fait, au terrorisme.
Pour avoir refusé la grâce de l'anarchiste Auguste Vaillant, le président Sadi Carnot est ainsi poignardé le 24 juin 1894 par l'Italien Sante Geronimo Caserio. Ces actions aboutissent au procès des Trente (août 1894), échec retentissant pour les autorités judiciaires, ainsi qu'au vote des lois scélérates, qui limitent fortement la liberté de la presse et d'expression (saisie du Père Peinard, censure des ouvrages de Jean Grave, etc.). C'est aussi en réaction à cette vague d'attentats que s'ébauchent les premiers efforts de coopération policière internationale (conférence internationale de Rome pour la défense sociale contre les anarchistes de 1898).
L'usage d'agents provocateurs est dénoncé à plusieurs reprises, notamment lors des grèves de Carmaux de 1892-1895, par le député Jaurès en avril 1894 :

« C’est ainsi que vous êtes obligés de recruter dans le crime de quoi surveiller le crime, dans la misère de quoi surveiller la misère et dans l’anarchie de quoi surveiller l’anarchie. (Interruptions au centre. — Très bien ! très bien ! à l’extrême gauche.)

Et il arrive inévitablement que ces anarchistes de police, subventionnés par vos fonds, se transforment parfois — comme il s’en est produit de douloureux exemples que la Chambre n’a pas pu oublier — en agents provocateurs. »

Lors de l'affaire Dreyfus, Alphonse Bertillon, qui participe aux analyses graphologiques, met en place progressivement l'anthropologie judiciaire, freinant en son nom l'utilisation de la dactyloscopie prônée par d'autres criminologues.
La Belle Époque est aussi celle des Apaches, qui narguent la police à Paris, des bandes organisées qui écument la province[réf. nécessaire]. En 1907, Le Petit Journal faisait du triplement en cinquante ans de la « criminalité juvénile », la UNE de son supplément illustré. Au vrai, les chiffres croissants des crimes commis par les Apaches correspondent avant tout à la mise en place et à la performance croissante des statistiques de la délinquance. Si Le Petit Journal déplore qu'il y eût moins de crimes dans un « avant » idéalisé, c'est tout simplement parce qu'ils n'étaient pas comptés et pas davantage rapportés dans une presse populaire qui se développe à la fin du XIXe avec l'extension du nombre de citoyens sachant lire et l'apparition du fait divers.
L'arrivée au pouvoir de Georges Clemenceau marque une réforme importante de la police. Il crée en 1907 les premières brigades mobiles de la PJ (police judiciaire), les « brigades du Tigre ». C'est désormais la « guerre » entre la Sûreté générale de Célestin Hennion, autonome depuis 1877, dont dépendent, outre ces brigades, RG et contre-espionnage, et la Préfecture de police dirigée par le préfet Louis Lépine. À nouveau, la police fait usage de taupes, qualifiées par les critiques d'agents provocateurs, notamment lors des grèves de Draveil-Villeneuve-Saint-Georges de 1908. L'équilibre est largement en faveur de la Préfecture de police : en 1934, un rapport au président de la République indique ainsi que son budget s'élève à 560 millions de francs, contre seulement 47 millions pour la Sûreté générale.
En 1934-35, des décrets-lois revoient l'organisation réciproque de la Sûreté générale, rebaptisée « Sûreté nationale », dont dépendent les Renseignements généraux, les Brigades du Tigre ainsi que la DST, et de la Préfecture de police. Les pouvoirs de police des préfets sont augmentés au détriment de ceux des maires. Le fichier de la Sûreté générale centralise en 1935. les informations sur les individus surveillés (prostitués, « invertis », anarchistes, communistes, personnalités politiques, délinquants, étrangers en situation irrégulière, etc.).

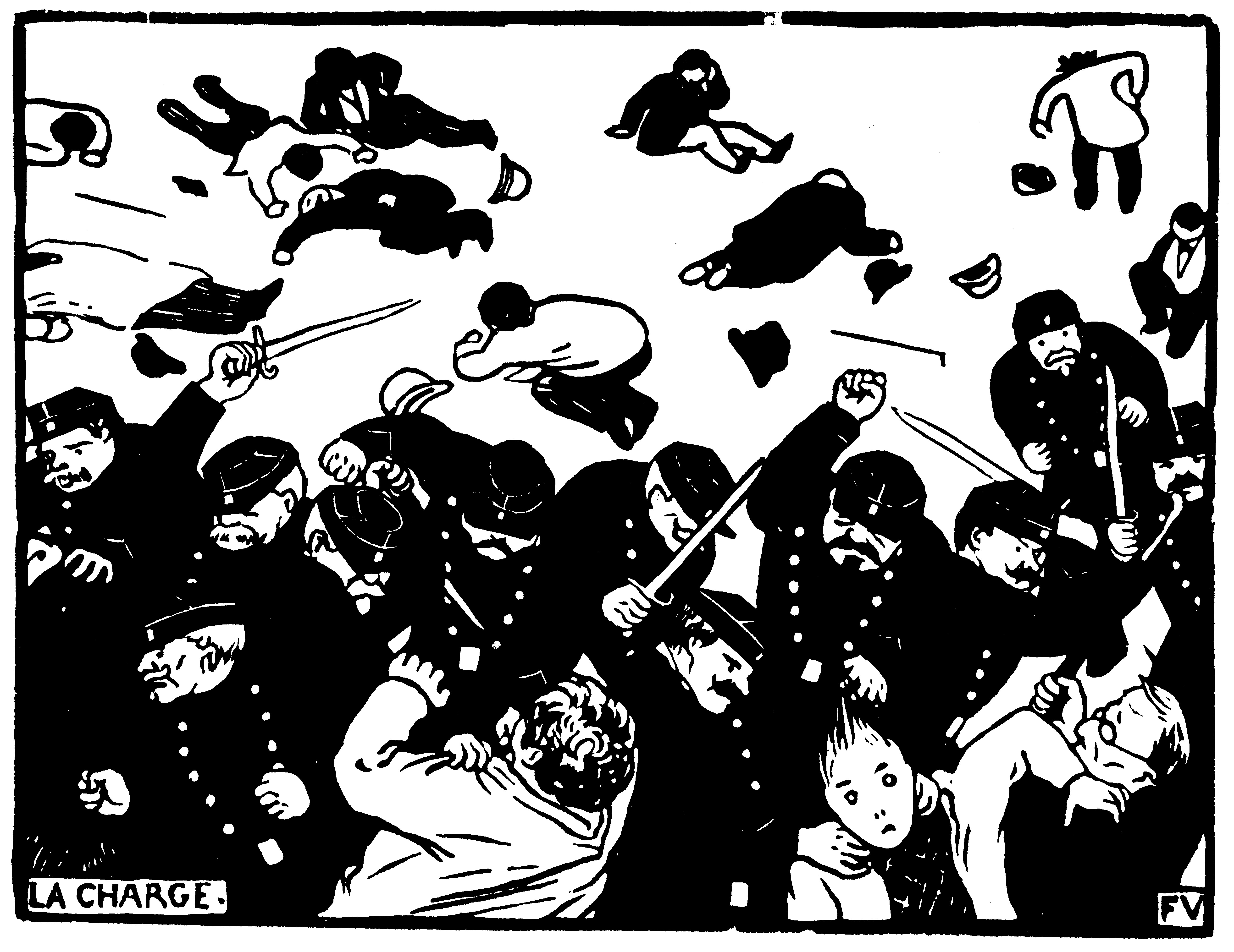
La charge, gravure sur bois de Félix Valloton, 1893.
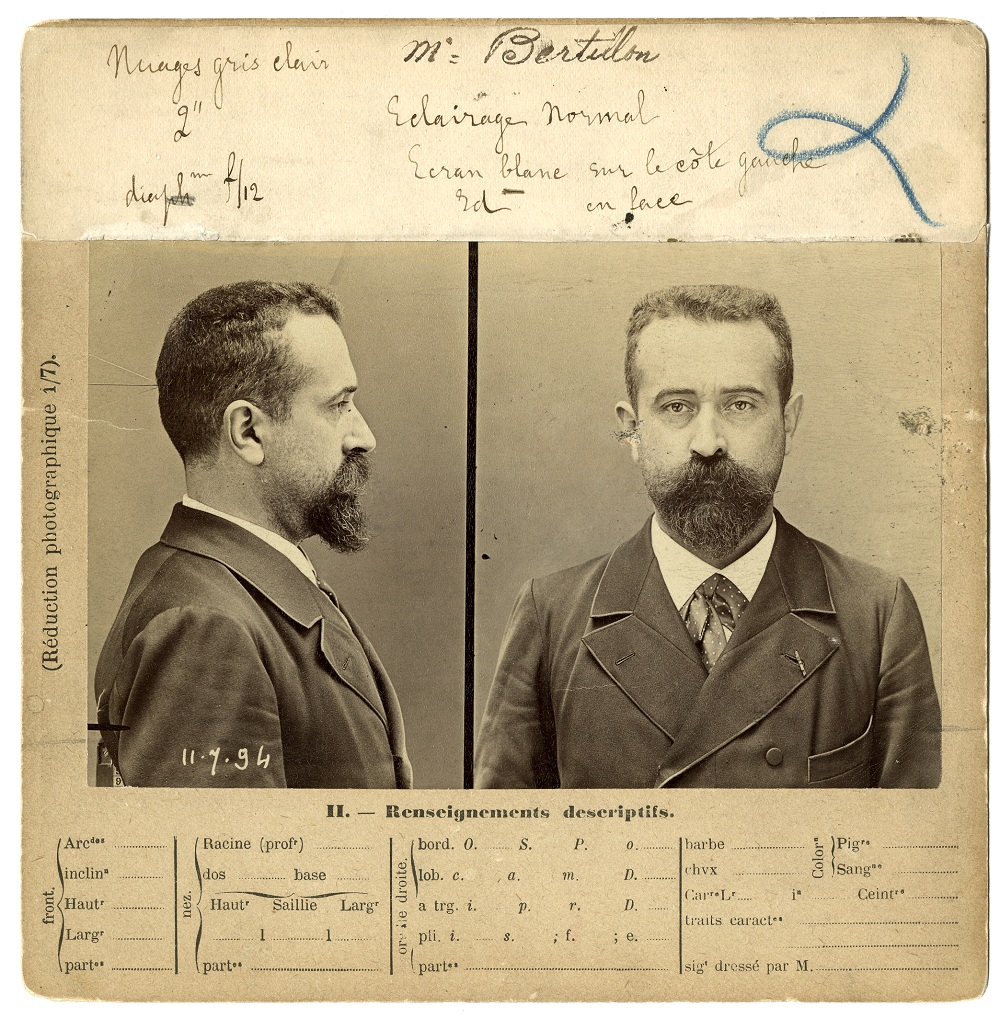
Alphonse Bertillon en 1894.
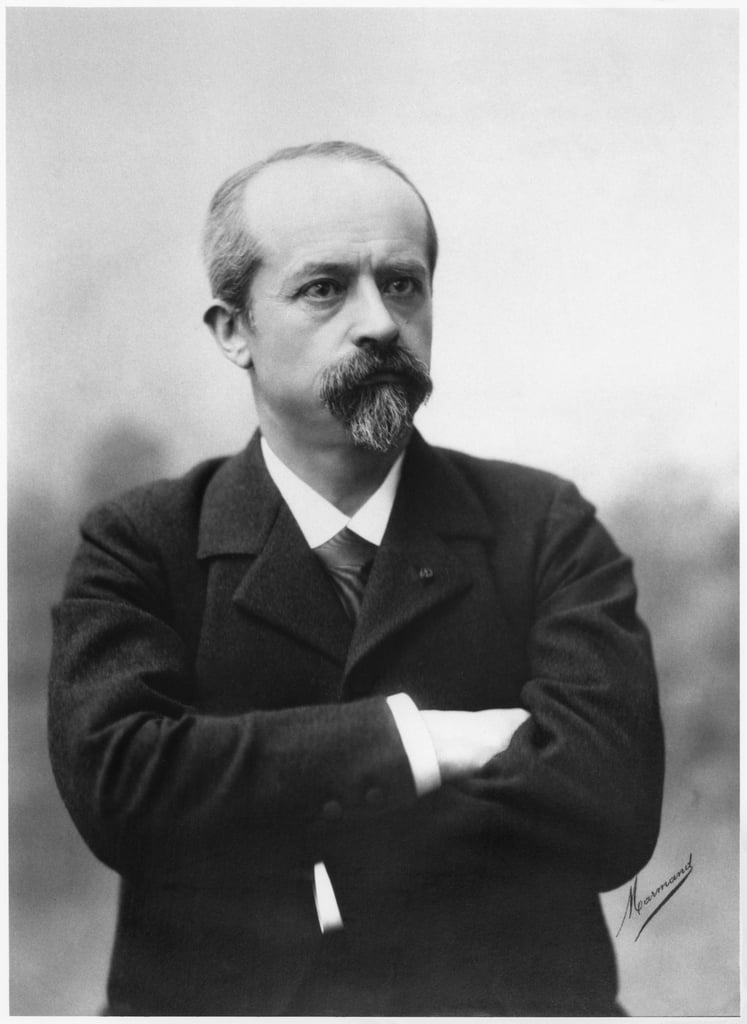
Louis Lépine, préfet de police de Paris, vers 1900.
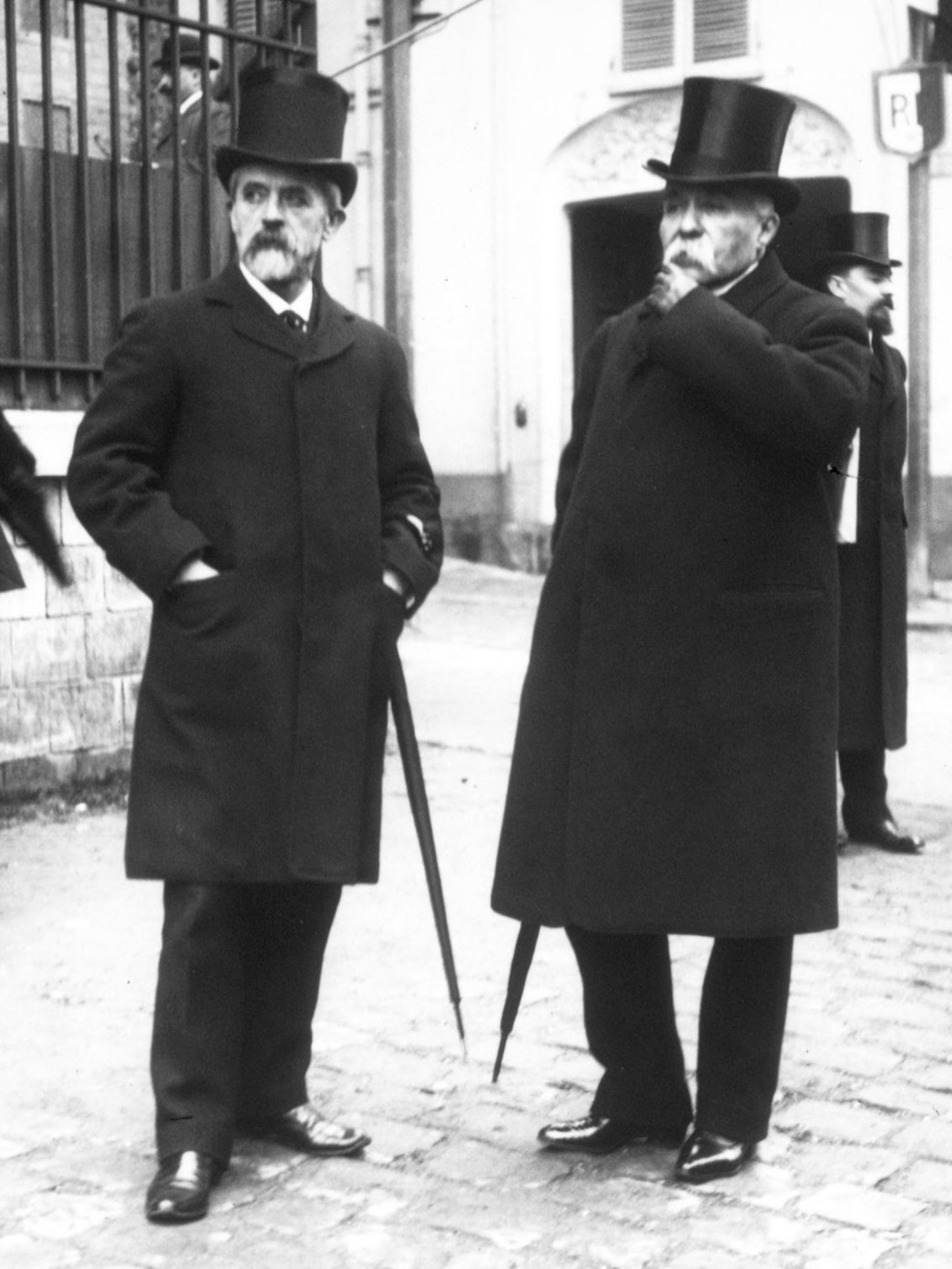
Le préfet Louis Lépine et Georges Clemenceau en 1908.
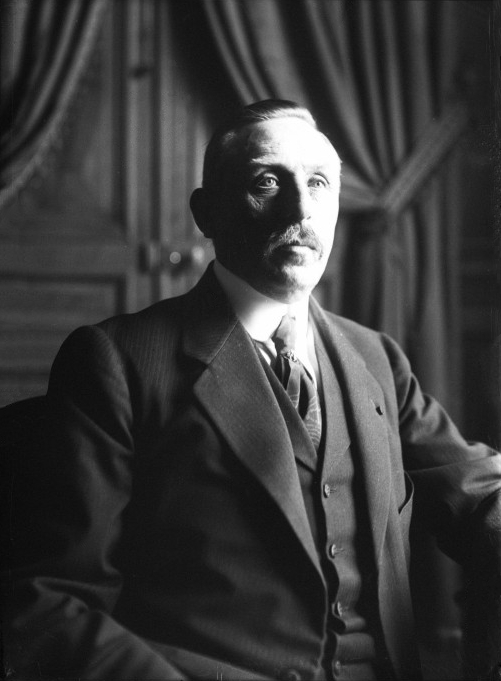
Célestin Hennion, préfet de police de Paris en 1914.

### Vichy

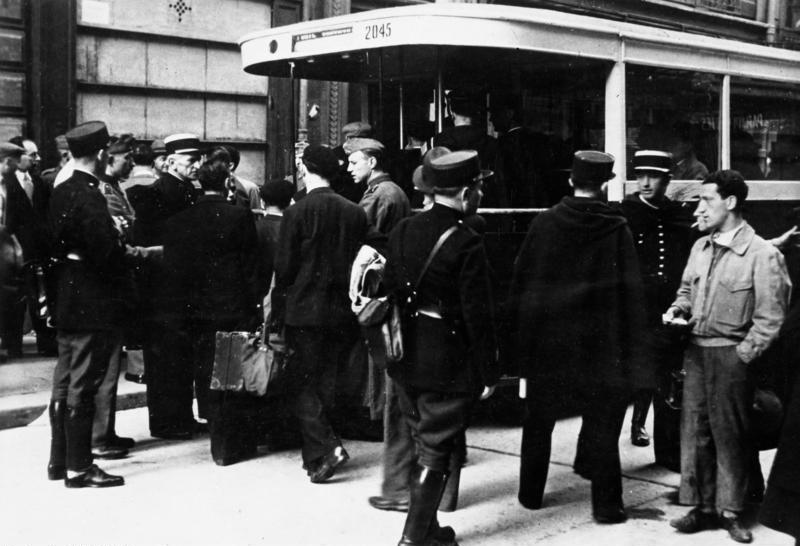
Arrestation de Juifs à Paris par des policiers français le 20 août 1941.

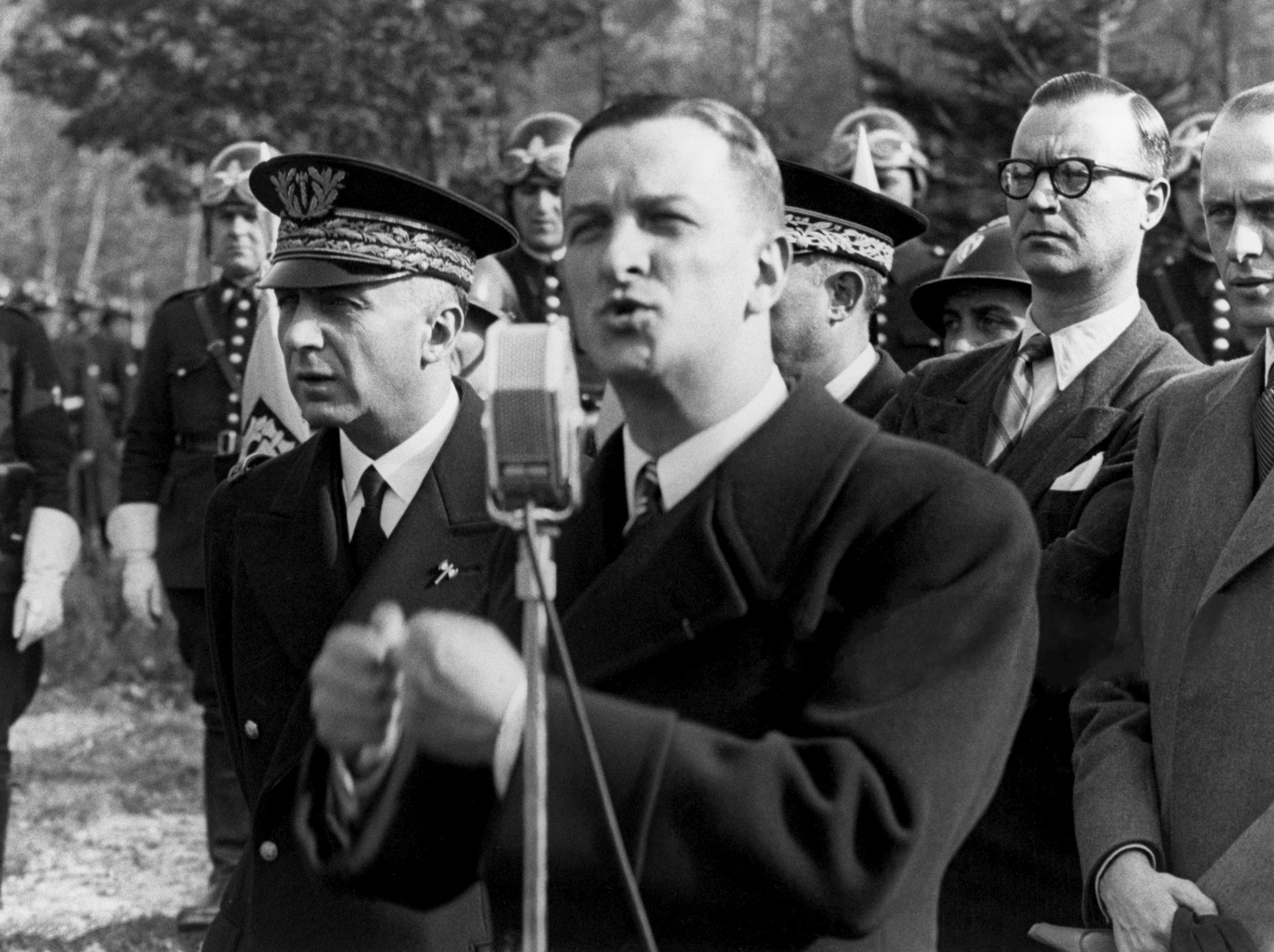
René Bousquet prononçant un discours devant les Groupes mobiles de réserve (23 mars 1943).

L'occupant allemand se saisit dès 1940 du fichier central de la Sûreté nationale, lequel est expédié en Allemagne pour y être repris quelques années plus tard par l'Armée rouge, stocké à Moscou et restitué à la France par la Russie en 1994-2001 (les Soviétiques ne sont pas censés y avoir touché mais on note au moins dans les cartons de la lettre S quelques annotations en russe pour les fichés d'origine russe/soviétique). De fait, coexistent en France différentes polices, créées au fur et à mesure des besoins sans coordination entre elles. Afin d'en faire un instrument efficace, Vichy travaille à unifier et à réorganiser la police par la loi de 1941, qui crée la Police nationale. En 1941 sont aussi créés les Groupes mobiles de réserve (GMR) destinés à constituer une police de maintien de l'ordre et de police des foules. Le régime de Pétain créé aussi l'École nationale supérieure de la police, à Saint-Cyr-au-Mont-d'Or, et deux écoles d'officiers de GMR.
À partir de 1942, date de l'invasion de la zone libre par les Allemands, la Police nationale a à sa tête René Bousquet, un haut fonctionnaire qui conclut des accords de collaboration avec le général SS Karl Oberg, chef de la Gestapo et de la police allemande en France, la nouvelle Police nationale se trouve de ce fait engagée dans des actions contre la Résistance et participe aux arrestations des Juifs, notamment à l'occasion de la rafle du Vel'd'Hiv du 16-17 juillet 1942. Bousquet est remplacé, fin 1943, par Joseph Darnand, un collaborationniste virulent qui se trouve à la tête de la Milice. Après la Libération, épurées de leurs éléments les plus compromis (7 000 policiers auraient été remerciés), les institutions créées par le régime de Vichy ne sont pas remises en cause, la Police nationale conservant son rôle unificateur, limité par l'autonomie de la Préfecture de police de Paris, et les GMR, après dissolution en novembre 1944, donnant naissance, en intégrant des éléments des Forces françaises de l'intérieur (FFI), aux Compagnies républicaines de sécurité (CRS).

### IVeetVeRépublique

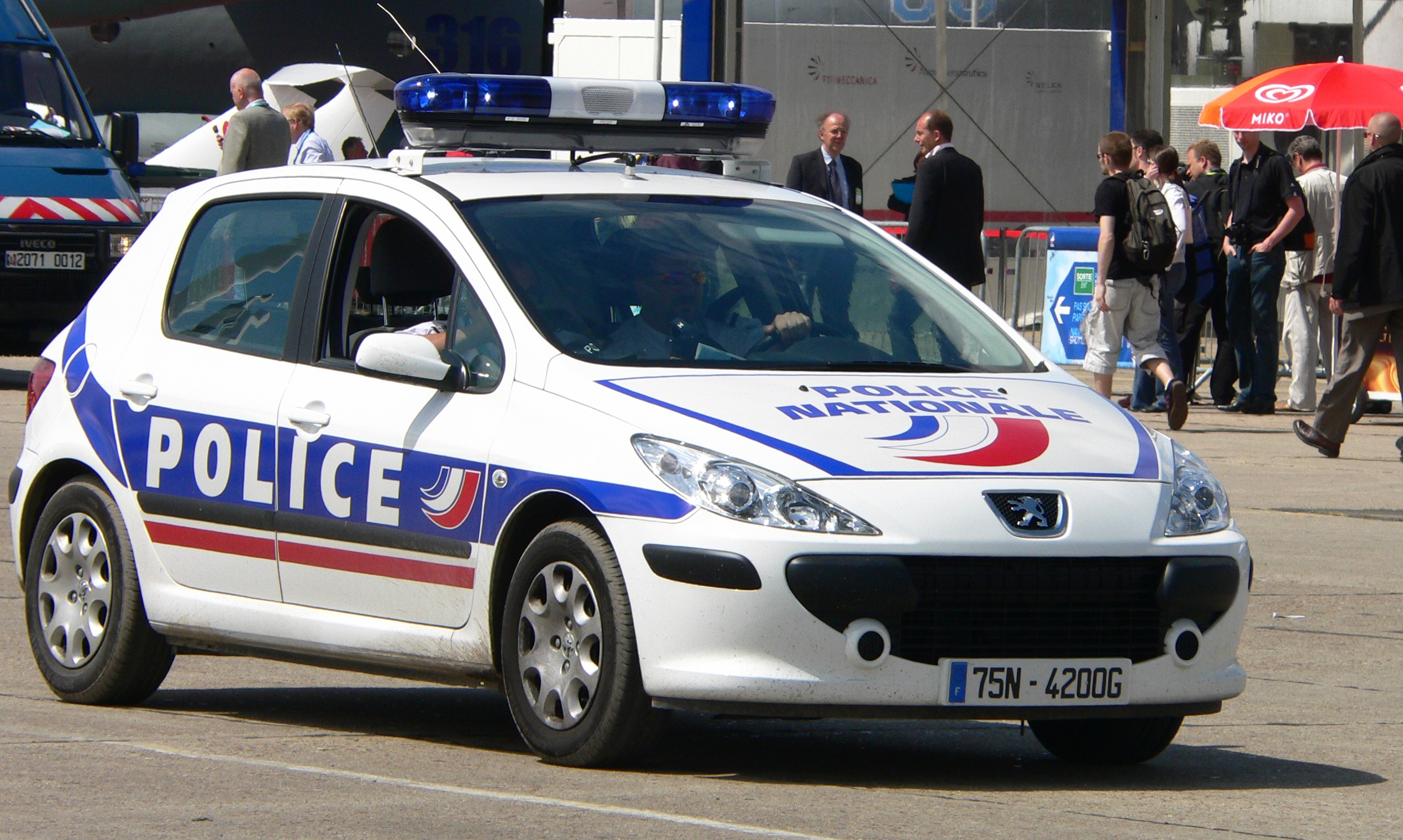
Véhicule de la police française en 2007.

Sous la IVe République, la police réprime parfois violemment les manifestations, en particulier celle du 14 juillet 1953 (7 morts et une centaine de blessés), organisée par le PCF, la CGT et le Mouvement pour le triomphe des libertés démocratiques (MTLD) de Messali Hadj. Après 1953, le PCF se voit d'ailleurs interdit de manifestation, et les relations avec la police sont tendues. Les policiers défient l'interdiction de manifester le 13 mars 1958, défilant alors contre les parlementaires. Jules Moch qualifie la manifestation de « plus grande mobilisation des forces de police jamais organisée ». Le PCF riposte par une réunion politique au Cirque d'hiver, lui aussi interdit. Les heurts avec les forces de l'ordre font une dizaine de blessés. En défiant le pouvoir politique, la police participe ainsi au contexte qui, un mois et demi plus tard, porte de Gaulle au pouvoir et fait tomber la IVe République (crise de mai 1958). De nouveaux heurts opposeront police et communistes le 1er juin 1958, l'un des blessés décédant de ses blessures quelques jours plus tard.
Sous la Ve République, l'image de la Préfecture de police est entachée par le mandat de Maurice Papon, qui la dirige de 1958 à 1966 et écrase dans le sang la manifestation pro-FLN et pacifique du 17 octobre 1961 ainsi que celle de Charonne en 1962. Papon fut inculpé en 1983 pour crimes contre l'humanité commis pendant la Seconde Guerre mondiale, son passé revenant à la surface[réf. nécessaire].
Plus généralement, la Préfecture de Police se trouve mêlée à de nombreux scandales, en raison de sa grande autonomie d'action. L'affaire Ben Barka, du nom de l'opposant marocain enlevé en plein Paris en 1965, n'arrange guère son image. La Préfecture se voit fondue avec la Sûreté nationale dans la Police nationale par la loi du 9 juillet 1966. En mai 1968, le sang-froid du préfet de police Maurice Grimaud est souvent invoqué pour expliquer le faible nombre des victimes des affrontements entre étudiants et CRS. Vient ensuite l'époque du ministre Raymond Marcellin, honni par la gauche pour ses actions répressives, et qui doit quitter son poste à la suite de l'affaire des plombiers. En 1986, l'affaire Malik Oussekine sera l'une des « bavure » la plus médiatisée. La création, en 2000, par la gauche plurielle, de la Commission nationale de déontologie de la sécurité (CNDS), vise à permettre aux citoyens s'estimant victimes de comportements indus de la police d'ouvrir une enquête parallèle à celle effectuée sous l'instruction d'un juge. Les contrôles d'identité parfois injustifiés sont de plus en plus souvent dénoncés, et régulièrement épinglés comme l'une des causes du fossé séparant la police de la population, en particulier après le décès de deux adolescents à Clichy-sous-Bois en 2005, qui agira comme étincelle des émeutes d'octobre-novembre 2005. De même, l'usage de tasers ou de flash-balls suscite la controverse.
De nouvelles unités sont mises sur pied, notamment avec la création du Groupe d'intervention de la Police Nationale (GIPN) à la suite de la prise d'otages des Jeux olympiques de Munich (1972). L'Office Central pour la Répression du Banditisme (OCRB, rebaptisé Office central de lutte contre le crime organisé en 2006), est créé en 1973. La célèbre brigade anti-gang dépend de celui-ci, avec à sa tête le commissaire Broussard qui s'illustre en interpellant Jacques Mesrine, abattu en pleine rue par ses hommes. En 1975, la Brigade mondaine devient la Brigade des stupéfiants et du proxénétisme, la Brigade des stupéfiants ne prenant son autonomie qu'en 1989. Parallèlement, la carrière de Martine Monteil, qui est nommée à la tête de la Brigade criminelle en 1996, illustre une relative féminisation du métier.

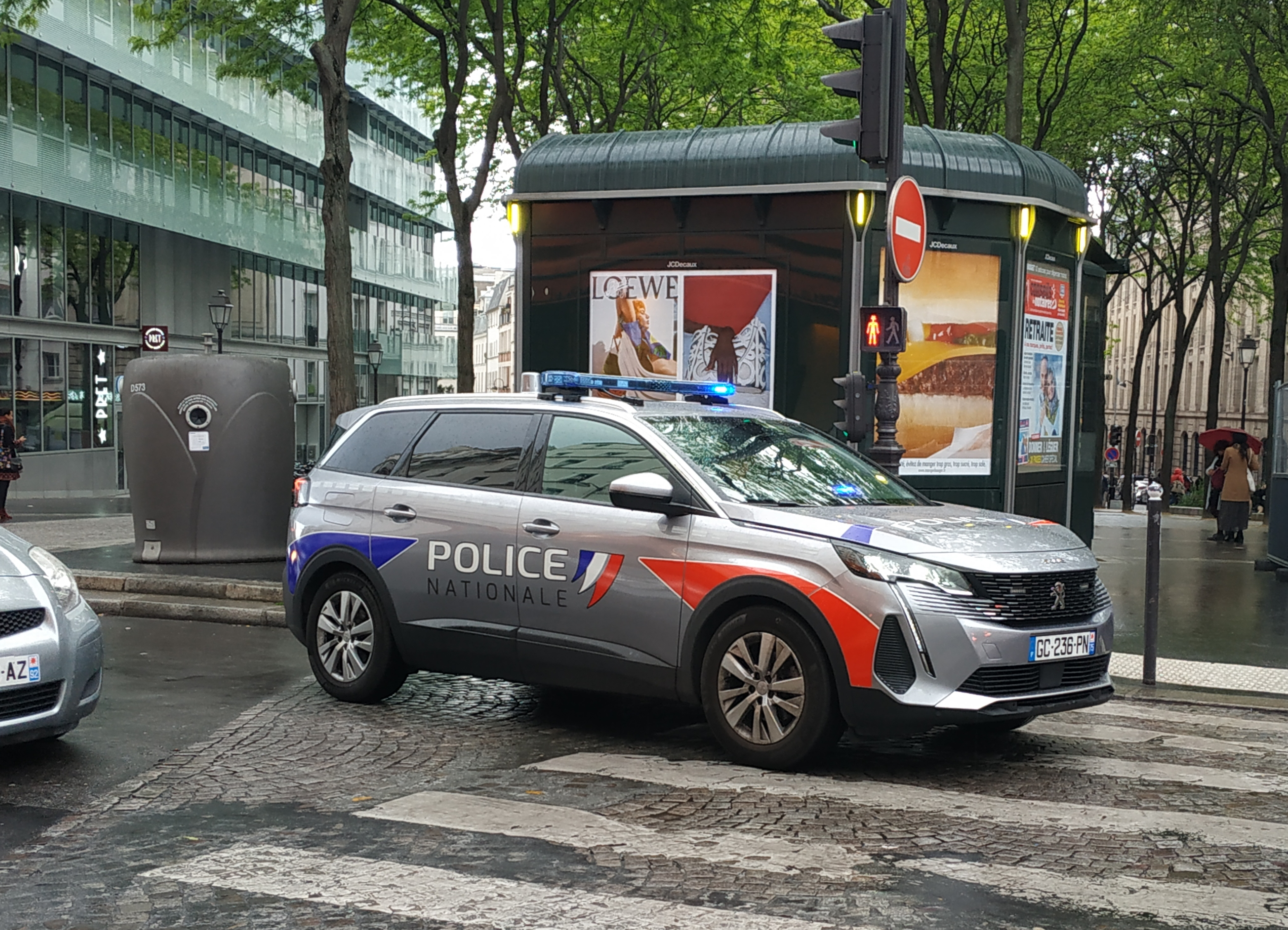
Véhicule dôté d'une nouvelle sérigraphie en 2022, et équipant une partie renouvelée de la flotte de la police.

Le groupe Recherche, assistance, intervention, dissuasion (RAID) est créé en 1985, et sera coordonné avec les GIPN et la brigade anti-commando au sein de la Force d'intervention de la police nationale créée en 2011. Le GIGN, composé de militaires de la gendarmerie, reste indépendant de la FIPN (police). En association avec les forces spéciales, le GIGN participera à l'intervention lors de la prise d'otages d'Ouvéa, en Nouvelle-Calédonie et entre les deux tours de l'élection présidentielle de 1988. Le GIGN participe à de nombreuses opérations-choc, dont l'intervention lors de la prise d'otages du vol Air France par le GIA, en 1994.
Sur un plan moins spectaculaire, le gouvernement Jospin instaure les contrats locaux de sécurité puis, en 1998, la police de proximité, supprimée par Sarkozy en 2003, tandis que le poids relatif de la police municipale s'accroît nettement. Le « sentiment d'insécurité » devient de plus en plus instrumentalisé par les politiques pour justifier leurs choix.
Par ailleurs, la police coopère de plus en plus avec ses homologues européens, notamment dans le cadre de l'accord de Schengen et de la coopération policière et judiciaire en matière pénale (traité de Prüm (2005), etc.).
Dans les années 90 la police se dote de lanceurs de balles de défense génériquement connus comme "Flash-ball" du nom d'un des premiers modelés en service. Leur utilisation devient généralisée à partir de 2002. Des centaines de blessures et de nombreux éborgnements ont eu lieu ainsi qu'un décès a Marseille en 2010. Ces armes étant létales dans des conditions d'utilisation inappropriées. Les policiers sont l'objet de nombreuses critiques par rapport à l'utilisation de ces armes notamment par rapport à la distance d'utilisation, ou l'utilisation trop systématique de celles-ci.
Certaines voix en provenance de la police déclaraient "On nous donne des armes et l'on a pas le droit de s'en servir" tel que rapporté par Georges Moréas étant Commissaire Principal Honoraire, qui cependant est critique de ces propos et insiste sur le fait qu'il y a des "règles à respecter" lors d'une utilisation d'un matériel de police.

#### Études générales, historiographie, sociologie
- Michel Auboin, Arnaud Teyssier et Jean Tulard (et al.), Histoire et dictionnaire de la police : du Moyen Âge à nos jours, Paris, Éditions Robert Laffont, coll. « Bouquins », 2005, XXII-1059 p. (ISBN 2-221-08573-6).
- Jean-Marc Berlière et René Lévy, Histoire des polices en France : de l'Ancien régime à nos jours, Paris, Éditions Nouveau Monde, 2011, 767 p. (ISBN 978-2-84736-573-3, présentation en ligne). Édition revue et mise à jour : Jean-Marc Berlière et René Lévy, Histoire des polices en France : de l'Ancien régime à nos jours, Paris, Éditions Nouveau Monde, coll. « Poche : histoire », 2013, 863 p. (ISBN 978-2-36583-379-0).
- Georges Carrot, Le Maintien de l'ordre en France, vol. I et II, Toulouse, Presses de l'Institut d'études politiques de Toulouse, coll. « Publications de l'Institut d'études politiques de Toulouse » (no 8), 1984, XLIII-881 p. (ISBN 2-903847-09-6).
- Georges Carrot, Histoire de la police française, Paris, Tallandier, coll. « Approches », 1992, 252 p. (ISBN 2-235-01948-X).
- Collectif, Histoire des savoirs policiers en Europe (XVIIIe-XXe siècles), Auxerre, Éditions sciences humaines, coll. « Revue d'Histoire des Sciences Humaines » (no 19), 2008, 228 p. (ISBN 978-2-912601-83-4, lire en ligne).
- Cyrille Fijnaut et Lode Van Outrive, « Recherches sur la police », Déviance et société, vol. II, no 2,‎ juin 1978, p. 215-231 (lire en ligne).
- Arlette Lebigre, La Police : une histoire sous influence, Paris, Éditions Gallimard, coll. « Découvertes Gallimard : histoire » (no 168), 1993, 160 p. (ISBN 2-07-053236-4).
- Vincent Milliot, « Histoire des polices : l'ouverture d'un moment historiographique », Revue d'histoire moderne et contemporaine, nos 54-2,‎ avril-juin 2007, p. 162-177 (lire en ligne).
- Vincent Milliot, « Mais que font les historiens de la police ? (introduction) », dans Jean-Marc Berlière, Catherine Denys, Dominique Kalifa et Vincent Milliot (dir.), Métiers de police : être policier en Europe, XVIIIe-XXe siècle, Rennes, Presses universitaires de Rennes, coll. « Histoire », 2008, 580 p. (ISBN 978-2-753-50698-5, lire en ligne), p. 9-36.
- Vincent Milliot (dir.), Histoire des polices en France : des guerres de religion à nos jours, Paris, Belin, coll. « Références », 2020, 584 p. (ISBN 978-2-410-01143-2, présentation en ligne).
- Hélène L'Heuillet, Basse politique, haute police : une approche historique et philosophique de la police, Paris, Fayard, 2001, 434 p. (ISBN 2-213-60922-5).
- Jean-Louis Loubet del Bayle, Police et société, Toulouse, Presses de l'Institut d'études politiques de Toulouse, 1988, 364 p. (ISBN 2-903847-26-6).
- Jean-Louis Loubet del Bayle, La police, approche socio-politique, Paris, Montchrestien, coll. « Clefs. Politique », 1992, 158 p. (ISBN 2-7076-0535-2).
- Jean-Louis Loubet del Bayle, Police et politique : une approche sociologique, Paris, Éditions L'Harmattan, 2006, 317 p. (ISBN 2-296-00686-8, lire en ligne).
- Jean-Louis Loubet del Bayle, De la police et du contrôle social, Paris, Éditions du Cerf, coll. « La nuit surveillée. Philosophie politique et morale », 2012, 220 p. (ISBN 978-2-204-09707-9).
- Jean-Louis Loubet del Bayle, Sociologie de la police, Paris, L'Harmattan, coll. « République et Sécurité », 2016, 304 p. (ISBN 978-2-343-08829-7).

#### Études par période

##### Moyen Âge
- Robert Jacob, « Licteurs, sergents et gendarmes : pour une histoire de la main-forte », dans Claire Dolan (dir.), Entre justice et justiciables : les auxiliaires de la justice du Moyen Âge au XXe siècle, Sainte-Foy (Québec), Les Presses de l'université Laval, coll. « InterCultures », 2005, 828 p. (ISBN 2-7637-8268-X), p. 37-54.
- Sébastien Hamel, « Être sergent du roi de la prévôté de Saint-Quentin à la fin du Moyen Âge », dans Claire Dolan (dir.), Entre justice et justiciables : les auxiliaires de la justice du Moyen Âge au XXe siècle, Sainte-Foy (Québec), Les Presses de l'université Laval, coll. « InterCultures », 2005, 828 p. (ISBN 2-7637-8268-X), p. 55-68.
- Valérie Toureille, « Les sergents du Châtelet ou la naissance de la police parisienne à la fin du Moyen Âge », dans Claire Dolan (dir.), Entre justice et justiciables : les auxiliaires de la justice du Moyen Âge au XXe siècle, Sainte-Foy (Québec), Les Presses de l'université Laval, coll. « InterCultures », 2005, 828 p. (ISBN 2-7637-8268-X), p. 69-84.
- Catherine Denys, « Les sergents de ville en France du Nord et aux Pays-Bas au XVIIIe siècle : évolution d'un métier et d'une pratique sociale », dans Claire Dolan (dir.), Entre justice et justiciables : les auxiliaires de la justice du Moyen Âge au XXe siècle, Sainte-Foy (Québec), Les Presses de l'université Laval, coll. « InterCultures », 2005, 828 p. (ISBN 2-7637-8268-X), p. 85-100.
- Christine Bellanger, « La figure du sergent dans l'enluminure à la fin du Moyen Âge : entre justice et maintien de l'ordre », dans François Foronda, Christine Barralis et Bénédicte Sère (dir.), Violences souveraines au Moyen Âge. Travaux d'une École historique, Paris, Presses universitaires de France, coll. « Le nœud gordien », 2010, VI-284 p. (ISBN 978-2-13-057363-0).

##### Ancien Régime
- Nicolas de La Mare, Traité de la police, où l'on trouvera l'histoire sur l'établissement, les fonctions et les prérogatives de ses magistrats, les lois et règlements qui la concernent, avec une description historique et topographique de Paris et huit plans qui représentent son ancien état et ses divers accroissements ; plus un recueil des statuts et des règlements des six corps de marchand paru en 1707, Paris, 4 volumes in−4°, 1707, 1710, 1719, 1723.
- Justine Berlière (préf. Vincent Milliot), Policer Paris au siècle des Lumières : les commissaires du quartier du Louvre dans la seconde moitié du XVIIIe siècle, Paris, École des Chartes, coll. « Mémoires et documents de l'École des Chartes » (no 91), 2012, IX-407 p. (ISBN 978-2-7535-0849-1, présentation en ligne).
- Justine Berlière et Vincent Milliot, « Les politiques de la police : un essai d’interprétation des tensions et conflits entre police et populations à Paris au XVIIIe siècle », dans Laurent Bourquin, Philippe Hamon, Pierre Karila-Cohen et Cédric Michon (dir.), S'exprimer en temps de troubles : conflits, opinion(s) et politisation de la fin du Moyen Âge au début du XXe siècle, Rennes, Presses universitaires de Rennes, coll. « Histoire », 2011, 377 p. (ISBN 978-2-7535-1697-7, lire en ligne), p. 275-291.
- Pierre Bondois, « Le commissaire Delamare et le Traité de la police », Revue d'histoire moderne, no 19,‎ 1935, p. 313-351 (lire en ligne).
- Jean Chagniot, « Le Guet et la Garde de Paris à la fin de l'Ancien Régime », Revue d'histoire moderne et contemporaine, Paris, Armand Colin, t. XX « Études d'histoire militaire (XVIIe – XXe siècles) »,‎ janvier-mars 1973, p. 58-71 (lire en ligne).
- Rachel Couture, Inspirer la crainte, le respect et l'amour du public : les inspecteurs de police parisiens, 1740-1789, thèse (doctorat en histoire), Montréal, Université du Québec - Université de Caen Basse-Normandie, 2013, lire en ligne.
- Vincent Denis et Vincent Milliot, « Police et identification dans la France des Lumières », Genèses, no 54,‎ 2004, p. 4-27 (lire en ligne).
- Vincent Denis, « Imposteurs et policiers au siècle des Lumières », Politix, no 74,‎ 2006, p. 11-30 (lire en ligne).
- Vincent Denis, « Édit de mars 1667 créant la charge de lieutenant de police de Paris », Criminocorpus [En ligne], Histoire de la police, Articles, mis en ligne le 1er janvier 2008, [lire en ligne].
- Vincent Denis, « Les Parisiens, la police et les numérotages des maisons, du XVIIIe siècle à l’Empire », French Historical Studies, vol. 38, no 1,‎ février 2015, p. 83-103 (DOI 10.1215/00161071-2822709).
- Catherine Denys (préf. Daniel Roche), Police et sécurité au XVIIIe siècle dans les villes de la frontière franco-belge, Paris, L'Harmattan, coll. « Sécurité et société », 2001, 432 p. (ISBN 2-7475-2735-2, présentation en ligne).
- Catherine Denys (dir.), Brigitte Marin (dir.) et Vincent Milliot (dir.), Réformer la police : les mémoires policiers en Europe au XVIIIe siècle, Rennes, Presses universitaires de Rennes, coll. « Histoire », 2009, 250 p. (ISBN 978-2-7535-0849-1, présentation en ligne).
- Nicole Diament, Recherches sur la police parisienne sous Louis XIV à travers l'œuvre et la carrière de Nicolas Delamare, thèse, École des Chartes, Paris, 1974.
- Nicole Dyonet, « Le commissaire Delamare et son Traité de la police (1639-1723) », dans Claire Dolan (dir.), Entre justice et justiciables : les auxiliaires de la justice du Moyen Âge au XXe siècle : [actes du colloque, Québec, 15-17 septembre 2004, Sainte-Foy (Québec), Les Presses de l'Université Laval, coll. « InterCultures », 2005, 828 p. (ISBN 2-7637-8268-X), p. 101-119.
- Nicole Dyonet, « L'Ordre public est-il l'objet de la police dans le Traité de Delamare ? », dans Gaël Rideau et Pierre Serna (dir.), Ordonner et partager la ville (XVIIe – XIXe siècles), Rennes, Presses universitaires de Rennes, coll. « Histoire », 2011, 222 p. (ISBN 978-2-7535-1392-1), p. 47-74.
- Quentin Epron, « Nicolas Delamare et la culture juridique française des pré-Lumières », Revue d'histoire des facultés de droit et de la science juridique, no 24,‎ 2004, p. 9-33.
- Jean-Claude Hervé, « L'ordre à Paris au XVIIe siècle : les enseignements du Recueil des règlements de police du commissaire Dupré », Revue d'histoire moderne et contemporaine, t. XXXIV,‎ avril-juin 1987, p. 185-214 (lire en ligne).
- Steven L. Kaplan, « Note sur les commissaires de police de Paris au XVIIIe siècle », Revue d'histoire moderne et contemporaine, t. XXVIII,‎ octobre-décembre 1981, p. 669-686 (lire en ligne).
- Arlette Lebigre, « Le métier de policier sous Louis XIV », L'Histoire, no 132,‎ avril 1990, p. 6-15.
- Arlette Lebigre, Les dangers de Paris au XVIIIe siècle : l'assassinat de Jacques Tardieu, lieutenant criminel au Châtelet, et de sa femme, 24 août 1665, Paris, Éditions Albin Michel, coll. « Bibliothèque Albin Michel de l'histoire », 1991, 187 p. (ISBN 2-226-05267-4, présentation en ligne).
- Gilles Malandain, « Les mouches de la police et le vol des mots : les gazetins de la police secrète et la surveillance de l'expression publique à Paris au deuxième quart du XVIIIe siècle », Revue d'histoire moderne et contemporaine, t. 42, no 3,‎ juillet-septembre 1995, p. 376-404 (lire en ligne).
- Vincent Milliot, « Saisir l'espace urbain : mobilité des commissaires et contrôle des quartiers de police à Paris au XVIIIe siècle », Revue d'histoire moderne et contemporaine, t. 50, no 1,‎ 2003, p. 54-80 (lire en ligne).
- Vincent Milliot, « Réformer les polices urbaines au siècle des Lumières : le révélateur de la mobilité », Crime, Histoire & Sociétés, vol. 10, no 1,‎ 2006, p. 25-50 (lire en ligne).
- Vincent Milliot, Un policier des Lumières : Suivi de Mémoires de J. C. P. Lenoir, ancien lieutenant général de police de Paris, écrits en pays étrangers dans les années 1790 et suivantes, Seyssel, Éditions Champ Vallon, coll. « Les classiques de Champ Vallon », 2011, 1141 p. (ISBN 978-2-87673-553-8, présentation en ligne).
- Vincent Milliot (avec la collaboration de Justine Berlière), « L'admirable police » : tenir Paris au siècle des Lumières, Seyssel, Éditions Champ Vallon, coll. « Époques », 2016, 376 p. (ISBN 979-10-267-0439-3, présentation en ligne).
- Richard Montbeyre, La création de la lieutenance générale de police de Paris dans la seconde moitié du XVIIe siècle, Exposé de Master 2 Recherche - Histoire du Droit - Histoire du Droit public au Moyen Âge et sous l'Ancien Régime, 2007, [lire en ligne].
- Paolo Napoli, Naissance de la police moderne : pouvoir, normes, société, Paris, La Découverte, coll. « Armillaire », 2003, 307 p. (ISBN 2-7071-4054-6, présentation en ligne).
- Paolo Piasenza, « Juges, lieutenants de police et bourgeois à Paris aux XVIIe et  XVIIIe siècles », Annales. Économies, sociétés, civilisations, no 5,‎ septembre-octobre 1990, p. 1189-1215 (lire en ligne).
- Michel Rey, « Police et sodomie à Paris au XVIIIe siècle : du péché au désordre », Revue d'histoire moderne et contemporaine, t. XXIX,‎ janvier-mars 1982, p. 113-124 (lire en ligne).
- Christian Romon, « Mendiants et policiers à Paris au XVIIIe siècle », Histoire, économie et société, nos 1-2,‎ 2e trimestre 1982, p. 259-295 (lire en ligne).
- Diane Roussel (préf. Robert Muchembled), Violences et passions dans le Paris de la Renaissance, Seyssel, Éditions Champ Vallon, coll. « Époques », 2012, 385 p. (ISBN 978-2-87673-603-0, présentation en ligne).
- Jacques Saint-Germain, La Reynie et la police au grand siècle d'après de nombreux documents inédits, Paris, Hachette, 1962, 344 p. (présentation en ligne).
- Nicolas Vidoni, « Les « officiers de police » à Paris (milieu XVIIe – XVIIIe siècle) : distribution territoriale et compétences », Rives méditerranéennes,‎ 2009, p. 97-118 (ISBN 979-10-320-0093-9, lire en ligne).
- Nicolas Vidoni, « Une « police des Lumières » ? La « violence » des agents de police à Paris au milieu du XVIIIe siècle », Rives méditerranéennes, no 40 « Quelle régulation ? Normes, justice et violences du Moyen Âge à l'époque contemporaine »,‎ 2011, p. 43-65 (DOI 10.4000/rives.4068, lire en ligne).
- Nicolas Vidoni, La police des Lumières XVIIe-XVIIIe siècle, Paris, Éditions Perrin, 2018, 399 p. (ISBN 978-2-262-04145-8, présentation en ligne).
- (en) Alan Williams, The Police of Paris, 1718-1789, Baton Rouge / Londres, Louisiana State University Press, 1979, XX-328 p. (ISBN 0-8071-0491-4, présentation en ligne).

##### Révolution et Empire
- (en) David Andress, « Neighborhood Policing in Paris from Old Regime to Revolution : The Exercise of Authority by the District de Saint-Roch, 1789-1791 », French Historical Studies, volume 29, n° 2, 2006, p. 231-260.
- Jean Arvengas, « Le Comte Dubois, premier Préfet de Police (1758-1847) », Revue du Nord, t. XXXIX, no 154,‎ avril-juin 1957, p. 125-146 (lire en ligne).
- Jacques-Olivier Boudon (dir.), Police et gendarmerie dans l'Empire napoléonien : actes du colloque / organisé par l'Institut Napoléon et le Centre d'histoire du XIXe siècle, le 10 octobre 2010,, Paris, Éditions SPM, coll. « Collection de l'Institut Napoléon » (no 9), 2013, 240 p. (ISBN 978-2-901952-99-2, présentation en ligne), [présentation en ligne].
- Jacques-Olivier Boudon, L'empire des polices : comment Napoléon faisait régner l'ordre, Paris, Vuibert, 2017, 330 p. (ISBN 978-2-311-10119-5, présentation en ligne).
- Paul Boucher, Charles Cochon de Lapparent : conventionnel, ministre de la police, préfet de l'Empire, Paris, A. et J. Picard, 1969, 308 p. (présentation en ligne).
- Marc Bouloiseau, « Notes sur la police parisienne en l'an III : les agents de surveillance civique prés les Comités d'arrondissement », Annales historiques de la Révolution française, no 113,‎ janvier-mars 1949, p. 78-82 (JSTOR 41925522).
- Georges Carrot, Révolution et maintien de l'ordre, 1789-1799, Paris, SPM, coll. « Kronos » (no 20), 1995, 523 p. (ISBN 2-901952-23-2).
- Vincent Denis, « Les commissaires de police parisiens, de la chute de la monarchie à la Restauration », dans Dominique Kalifa et Pierre Karila-Cohen (dir.), Le commissaire de police au XIXe siècle, Paris, Publications de la Sorbonne, coll. « Histoire de la France aux XIXe et XXe siècles » (no 67), 2008, 284 p. (ISBN 978-2-85944-595-9, lire en ligne), p. 27-40.
- Vincent Denis, « Une police sans policiers : la police du quartier du Palais-Royal en 1789-1790 », dans Jean-Marc Berlière, Catherine Denys, Dominique Kalifa et Vincent Milliot (dir.), Métiers de police : être policier en Europe, XVIIIe-XXe siècle, Rennes, Presses universitaires de Rennes, coll. « Histoire », 2008, 580 p. (ISBN 978-2-753-50698-5, lire en ligne), p. 475-486.
- Vincent Denis, « Faire la police d’un district au début de la Révolution française », dans Bernard Gainot et Vincent Denis (dir.), Un siècle d'ordre public en Révolution (de 1789 à la Troisième République), Paris, Société des études robespierristes, 2009, p. 9-24.
- Vincent Denis, « Police et ordre public dans les rues du Paris révolutionnaire : les sections des Arcis et du Louvre en 1791 », Crime, Histoire & Sociétés / Crime, History & Societies, vol. 20, n°1, 2016, lire en ligne.
- Vincent Denis, Bernard Gainot, « De l'art du maintien de l'ordre chez Sieyès, 1791 », dans Vincent Milliot (dir.), Les mémoires policiers, 1750-1850. Écritures et pratiques policières du siècle des Lumières au Second Empire, Rennes / Caen, Presses universitaires de Rennes / Maison de la recherche en sciences humaines de l'Université de Caen Basse-Normandie, 2006, p. 219-234.
- Vincent Denis, Policiers de Paris : les commissaires de police en Révolution (1789-1799), Ceyzérieu, Champ Vallon, coll. « Époques », 2022, 384 p. (ISBN 979-10-267-1090-5).
- (en) Clive Emsley, « Policing the Streets of Early Nineteenth-Century Paris », French History, vol. 1, no 2,‎ octobre 1987, p. 257–282 (DOI 10.1093/fh/1.2.257).
- Ernest d'Hauterive, « La police pendant la Révolution (organisation et fonctionnement) », Revue des études historiques, Paris, Librairie Alphonse Picard et fils,‎ juillet-septembre 1917, p. 356-384 (lire en ligne).
- Marcel Le Clère, « Les tâches d'un commissaire de police parisien sous la Révolution française », Revue de la police nationale, no 74 (12e année),‎ octobre-novembre 1968, p. 47-51.
- Thierry Lentz, Savary, Le séide de Napoléon, Metz, Serpinoise, 1993, 320 p.
- Aurélien Lignereux, « Gendarmes et policiers dans la France de Napoléon : les rapports entre le maréchal Moncey, premier inspecteur de la gendarmerie, et Fouché, ministre de la Police générale », dans Jean-Noël Luc (dir.), Gendarmerie, État et société au XIXe siècle, Paris, Publications de la Sorbonne, 2002, p. 71-80.
- Aurélien Lignereux (préf. Jean Tulard), Gendarmes et policiers dans la France de Napoléon : le duel Moncey-Fouché, Maisons-Alfort, Service historique de la gendarmerie nationale, coll. « Collection Études / Service historique de la gendarmerie nationale », 2002, 275 p. (ISBN 2-11-092358-X, présentation en ligne).
- Raymonde Monnier, « Un nouveau magistrat municipal : le commissaire de police parisien de l'an II », Bulletin de la Société de l'histoire de Paris et de l'Île-de-France, t. 112,‎ 1985, p. 195-228.
- Igor Moullier, « Police et politique de la ville sous Napoléon », Revue d'histoire moderne et contemporaine, nos 54-2,‎ avril-juin 2007, p. 117-139 (lire en ligne).
- Arne Ording, Le Bureau de police du Comité de Salut public : étude sur la Terreur, Oslo, i kommisjon hos J. Dybwad, 1930, V-196 p. (présentation en ligne, lire en ligne).
- Michel Pertué, « Le maintien de l'ordre : questions et réflexions », dans Quentin Deluermoz et Anthony Glinoer (dir.), À Paris sous la Révolution : nouvelles approches de la ville, Paris, Publications de la Sorbonne, 2008, 221 p. (ISBN 978-2-85944-596-6, lire en ligne), p. 49-66.
- Jean Rigotard (préf. Jean Tulard), La police parisienne de Napoléon : la préfecture de police, Paris, Tallandier, coll. « Bibliothèque napoléonienne », 1990, 498 p. (ISBN 2-235-01938-2).
- Jean Tulard, « Le recrutement de la Légion de police de Paris sous la Convention thermidorienne et le Directoire », Annales révolutionnaires, no 175,‎ janvier-mars 1964, p. 38-64 (JSTOR 41914856).
- (en) Michael D. Sibalis, « The Napoleonic Police State », dans Philip G. Dwyer (dir.), Napoleon and Europe, Londres / New York, Routledge, 2014, XXI-328 p. (ISBN 978-0-5823-1837-3), p. 79-94.
- Jean Tulard, « Louis-Nicolas Dubois, premier préfet de police (1758-1847) », Revue de l'Institut Napoléon, no 58,‎ 1956 =, p. 9-14.
- Jean Tulard, « La police de Paris sous la Révolution », L'Information historique,‎ 1962, p. 113-116.
- Jean Tulard, « Le mythe de Fouché », dans Jacques Aubert, Michel Eude, Claude Goyard et al., L'État et sa police en France, 1789-1914, Genève, Droz / Honoré Champion, coll. « Publications du Centre de recherches d'histoire et de philologie de la IVe section de l'École pratique des hautes études / Hautes études médiévales et modernes » (no 5 / 33), 1979, 213 p., p. 27-34.
- Jean Tulard, « Les secrets de la police impériale », L'Histoire, no 124 « Napoléon, révolution ou dictature ? »,‎ juillet-août 1989, p. 22-28.
- Jean Tulard, Joseph Fouché, Paris, Fayard, 1997, 496 p.
- Jean Tulard, « 1800-1815. L'organisation de la police », dans Michel Aubouin, Arnaud Teyssier, Jean Tulard (dir.), Histoire et dictionnaire de la police du Moyen Âge à nos jours, Paris, Éditions Robert Laffont, coll. « Bouquins », 2005,
- sur la surveillance des esprits sous le Consulat, voir notamment : Michel Roucaud, François Houdecek, L’esprit public sous le Consulat. Édition critique des Rapports du ministre de la Guerre au Premier Consul. Analyse des rapports des Armées et des divisions militaires. Janvier 1800-mai 1804, Paris, DMPA, Fondation Napoléon, Archives nationales, éditions du CERF, 2019, 1152 p.p. 268-305.

##### Époque contemporaine
- Actes de la journée d'études du 3 décembre 2013 aux Archives nationales, sous la direction de Jacques-Olivier Boudon, Eric Anceau et Eric Landgraf : « Maupas : un préfet en politique, de la Monarchie de Juillet au Second Empire », Histoire, économie et Société, Armand Colin, 2015/2 (34e année), 126 pages, lire en ligne.
- Jacques Aubert, Michel Eude, Claude Goyard et Pierre Guiral (et al.), L'État et sa police en France, 1789-1914, Genève, Droz / Honoré Champion, coll. « Publications du Centre de recherches d'histoire et de philologie de la IVe section de l'École pratique des hautes études / Hautes études médiévales et modernes » (no 5 / 33), 1979, 213 p. (présentation en ligne).
- Michel Bergès, Le syndicalisme policier en France (1880-1940), L'Harmattan, coll. « Sécurité et société », 1995.
- Jean-Marc Berlière, L'institution policière en France sous la Troisième République (1875-1914), thèse de doctorat, Histoire, Université de Bourgogne, Dijon, 1991, dact., 3 vol., LIV-1304 f°.
- Jean-Marc Berlière, « La police des mœurs sous la IIIe République : limites et réalités d'une « police républicaine » », IEP Grenoble, lire en ligne.
- Jean-Marc Berlière, La police des mœurs sous la IIIe République, Paris, Éditions du Seuil, 1992, 264 p. (ISBN 978-2-02-012554-3, OCLC 28633983, présentation en ligne).
- Jean-Marc Berlière, Le préfet Lépine : vers la naissance de la police moderne, Paris, Éditions Denoël, 1993, 278 p. (ISBN 978-2-207-24012-0).
- Jean-Marc Berlière, « Ordre et sécurité. Les nouveaux corps de police de la troisième République », Vingtième Siècle. Revue d'histoire, no 39,‎ juillet-septembre 1993, p. 23-37 (lire en ligne).
- Jean-Marc Berlière, Le monde des polices en France, XIXe-XXe siècles, Bruxelles, Complexe, coll. « Le monde de » (no 2), 1996, 275 p. (ISBN 2-87027-641-9, présentation en ligne).
- Jean-Marc Berlière, Polices des temps noirs : France, 1939-1945, Paris, Perrin, 2018, 1357 p. (ISBN 978-2-262-03561-7, DOI 10.3917/perri.berli.2018.01 , présentation en ligne).
- Jean-Marc Berlière et Laurent Chabrun, Les policiers français sous l'Occupation : d'après les archives inédites de l'épuration, Paris, Éditions Perrin, 2001, 388 p. (ISBN 978-2-262-01626-5).
- Jean-Marc Berlière (dir.), Denis Peschanski (dir.), Ilya Altman, Jean-Marc Berlière, Richard Bessel et al. (organisé par l'Institut des hautes études de la sécurité intérieure et l'Institut d'histoire du temps présent), Pouvoirs et polices au XXe siècle : Europe, États-Unis, Japon : actes du colloque, février 1996, Bruxelles Paris, Éditions Complexe, coll. « Interventions », 1997 (ISBN 978-2-87027-682-2).
- Jean-Paul Brunet, La police de l'ombre : indicateurs et provocateurs dans la France contemporaine, Paris, Éditions du Seuil, 1990, 347 p. (ISBN 2-02-012497-1, présentation en ligne), [présentation en ligne], [présentation en ligne].
- Igor Charras, « Polices et policiers », dans Marc-Olivier Baruch et Vincent Duclert (dir.), Serviteurs de l'État : une histoire politique de l'administration française, 1875-1945, Paris, La Découverte, coll. « L'espace de l'histoire », 2000, 587 p. (ISBN 2-7071-3165-2), p. 297-324.
- Christian Chevandier, Policiers dans la ville : une histoire des gardiens de la paix, Paris, Éditions Gallimard, coll. « Folio, Histoire » (no 198), 2012, 1004 p. (ISBN 978-2-07-043969-0).
- Quentin Deluermoz, « Images de policiers en tenue, images de gendarmes. Vers un modèle commun de représentants de l'ordre dans la France de la seconde moitié du XIXe siècle ? », Sociétés & Représentations, no 16,‎ 2003, p. 197-211 (lire en ligne).
- Quentin Deluermoz, « L'ordre incarné. Corps du policier en tenue et identité sociale, Paris, 1860-1880 », Hypothèses, no 6,‎ 2003, p. 37-47 (lire en ligne).
- Quentin Deluermoz, « Présences d'État : police et société à Paris (1854-1880) », Annales. Histoire, Sciences sociales, no 2,‎ mars-avril 2009, p. 435-460 (lire en ligne).
- Quentin Deluermoz (préf. Dominique Kalifa), Policiers dans la ville : la construction d'un ordre public à Paris, 1854-1914, Paris, Publications de la Sorbonne, coll. « Histoire de la France aux XIXe et XXe siècles » (no 71), 2012, 408 p. (ISBN 978-2-85944-698-7, présentation en ligne, lire en ligne), [présentation en ligne].
- Édouard Ébel, Les préfets et le maintien de l'ordre public en France au XIXe siècle, Paris, La documentation Française, 1999.
- Amos Frappa, « La Sûreté lyonnaise dans le système policier français (début XIXe-début XXe siècle) », Criminocorpus,‎ 10 avril 2018 (lire en ligne).
- Claude Goyard, « Un aspect de la police politique sous la Troisième République : l'enquête et le rôle de la Sûreté générale dans l'affaire Stavisky », dans Jacques Aubert, Michel Eude, Claude Goyard et al., L'État et sa police en France, 1789-1914, Genève, Droz / Honoré Champion, coll. « Publications du Centre de recherches d'histoire et de philologie de la IVe section de l'École pratique des hautes études / Hautes études médiévales et modernes » (no 5 / 33), 1979, 213 p., p. 177-206.
- Dominique Kalifa (dir.) et Pierre Karila-Cohen (dir.), Le commissaire de police au XIXe siècle, Paris, Publications de la Sorbonne, coll. « Histoire de la France aux XIXe et XXe siècles » (no 67), 2008, 284 p. (ISBN 978-2-85944-595-9, présentation en ligne, lire en ligne), [présentation en ligne].
- Marcel Le Clère, « La direction de la Sûreté générale sous la IIIe République », dans Francis de Baecque, Charles Braibant, Georges Dethan, Paul Gerbod et al., Les directeurs de ministère en France (XIXe-XXe siècles), Genève, Droz, coll. « Publications du Centre de recherches d'histoire et de philologie de la IVe section de l'École pratique des hautes études / Hautes études médiévales et modernes » (no 5 / 26), 1976, 173 p., p. 99-106.
- John M. Merriman, « Les Javerts de la Restauration : commissaires de police et héritage révolutionnaire », dans Hommage à Claude Mazauric. Pour la Révolution française, Rouen, Publications de l'Université de Rouen, 1998, p. 393-398.
- Vincent Milliot (dir.), Les mémoires policiers, 1750-1850 : écritures et pratiques policières du Siècle des Lumières au Second Empire, Rennes, Presses universitaires de Rennes, coll. « Histoire », 2006, 415 p. (ISBN 978-2-7535-0263-5 et 978-2-951-07961-8, présentation en ligne), [présentation en ligne], [présentation en ligne], [présentation en ligne].
- (en) Howard C. Payne, The Police State of Louis Napoleon Bonaparte, 1851-1860, Seattle, University of Washington Press, 1966, XII-340 p. (présentation en ligne).
- Alain Pinel, Une police de Vichy : les groupes mobiles de réserve, 1941-1944, Paris, Harmattan, coll. « Sécurité et société », 2004, 400 p. (ISBN 978-2-7475-6670-4, lire en ligne).
- Olivier Renaudie (préf. Jacques Chevallier), La préfecture de police, Paris, LGDJ-Lextenso, coll. « Bibliothèque de droit public » (no 258), 2008, X-584 p. (ISBN 978-2-275-03352-5).
- Jean Rigotard (préf. Jean Tulard), La Police parisienne de Napoléon : la préfecture de police, Paris, Tallandier, coll. « Bibliothèque napoléonienne », 1990, 498 p. (ISBN 2-235-01938-2).
- Jean Tulard, La Préfecture de police sous la Monarchie de Juillet : suivi d'un Inventaire sommaire et d'extraits des rapports de la Préfecture de police conservés aux Archives nationales, Paris, Imprimerie municipale, 1964, 179 p.. Réédition : Jean Tulard, La police parisienne entre deux révolutions (1830-1848), Paris, CNRS Éditions, coll. « Le passé recomposé », 2014, 192 p. (ISBN 978-2-271-07994-7).
- Denis Vincent, « L'épuration de la police parisienne et les « origines tragiques » du dossier individuel sous la Restauration », Revue d'histoire moderne et contemporaine, nos 59-1,‎ janvier-mars 2012, p. 9-33 (lire en ligne).
- Matthieu Le Verge, « La note de Robert Brie sur l’activité du commissariat du Puy-en-Velay sous l’occupation : La résistance civile en action », Cahiers de la Haute-Loire, Le Puy-en-Velay,‎ 2025

### Filmographie
- Éric Pittard et Michel Kaptur, Histoire de la police française : mythes et réalités, de Louis XIV à nos jours, DVD, LCJ éditions, 2007, quatre épisodes de cinquante-deux minutes, présentation en ligne.